# Экономика Гонконга
Экономика Гонконга — одна из самых развитых экономик мира, представитель восточноазиатской модели развития. Своим нынешним состоянием во многом обязана особенностям её исторического развития — деятельности крупного порта, который ещё с колониальных времён был «локомотивом» внешней торговли, наличию английского права, свободе предпринимательства и трудолюбию местных жителей. Являясь крупнейшим финансовым центром Азии и важнейшим торгово-транспортным узлом Южного Китая, Гонконг играет значимую, хотя и постепенно уменьшающуюся роль во внешнеэкономических связях страны. Экономика Гонконга отличается высоким уровнем защиты инвестиций, а также минимальными ограничениями в торговле и перемещении капиталов. По состоянию на 2012 год Гонконг являлся самым развитым финансовым рынком мира, самой свободной экономикой мира, занимал второе место в мире по благоприятности деловой среды, входил в тройку лучших стран мира для ведения бизнеса, в тройку наиболее привлекательных для инвесторов городов мира и в десятку стран мира по конкурентоспособности.
Слабыми сторонами экономики Гонконга можно назвать очень низкую для постиндустриального города минимальную оплату труда (3,87 доллара США в час), высокую долю людей, живущих ниже порога бедности (20 %), а также острую нехватку жилого фонда для среднего класса. В 2013 году Гонконг стал лучшей страной / территорией мира для ведения бизнеса по версии Bloomberg и занял первое место в рейтинге экономической свободы, вычисляемом фондом Heritage Foundation и экспертами Wall Street Journal. Экономика Гонконга постепенно растворяется в общекитайской: если в 1998 году ВВП города составлял 16 % ВВП КНР, то к 2014 году эта доля сократилась до 3 %.

## История

### XIX век
В 1842 году Китай уступил остров Гонконг британцам, и вскоре колония превратилась в важный региональный торгово-финансовый центр. Если в начале 1840-х годов в Гонконге насчитывалось 7,5 тыс. китайцев и несколько сотен европейцев, то уже к концу 1850-х годов здесь проживало более 85 тыс. китайцев и около 1,6 тыс. иностранцев (в основном британцев и индийцев). Изначально экономика Гонконга ориентировалась на обслуживание внешней торговли (погрузочно-разгрузочные работы, банковские и страховые операции), но с ростом населения диверсификация бизнеса коснулась сферы услуг и розничной торговли, нацеленных на внутренний рынок. Кроме того, развивались судостроение и судоремонт, тесно связанные с обслуживанием британской военно-морской базы и частных флотов торговых компаний. К концу XIX века в колонии были достаточно развиты сахарная и цементная промышленность, производство льда, а также большое число мелких и средних мастерских, принадлежавших местным китайцам. В 1860 году к британскому Гонконгу был присоединён полуостров Коулун, а в 1898 году — так называемые Новые Территории, на которых были развиты сельское хозяйство и рыболовство.

### Первая половина XX века
Большие потрясения, происходившие в Китае в первой половине XX века, сильно влияли и на экономику Гонконга. Особенно большой ущерб внешней торговле колонии нанесли Великая депрессия и колебания на международном рынке серебра в 1930-х годах. В 1937 году Китай вступил в войну с Японией, а после окончания Второй мировой войны оказался в эпицентре гражданской войны между Гоминьданом и Компартией. Всё это, а также оккупация самого Гонконга японской армией в 1941—1945 годах, крайне отрицательно сказалось на экономике Гонконга, тесно завязанной на обслуживании внешней торговли Китая. Одним из немногих положительных факторов того бурного периода было бегство предпринимателей и просто богатых людей из Шанхая и других крупных коммерческих центров Китая в относительно спокойный и стабильный Гонконг, что влекло за собой существенный приток капиталов в британскую колонию.

### Вторая половина XX века
После образования КНР в 1949 году страна оказалась в экономической изоляции (отчасти по идеологическим причинам, отчасти из-за введённого США эмбарго на торговлю с коммунистическим режимом). Гонконг превратился в единственное «окно», соединявшее материковый Китай с капиталистическим миром (кроме того, импорт колонией воды, продовольствия и сырья служил важным источником валютных поступлений в Китай). Благодаря дешёвому китайскому импорту властям Гонконга удавалось сдерживать внутренние цены, а также сохранять низкую заработную плату в период индустриализации, начавшейся в 1950-х годах (также промышленному росту способствовал постоянный приток беженцев и капиталов из Китая).
Бежавшие из Шанхая коммерсанты фактически создали в Гонконге хлопкопрядильную отрасль, которая положила начало развитию текстильной промышленности. В 1960-х годах ассортимент выпускаемой продукции существенно расширился за счёт одежды, электроники, часов, изделий из пластмассы, которые преимущественно экспортировались. Индустриализация сопровождалась не консолидацией, а ростом числа малых и средних предприятий (если в 1955 году 91 % промышленных предприятий колонии нанимал менее 100 рабочих, то в 1975 году этот показатель вырос до 96,5 %). До конца 1960-х годов власти Гонконга практически не участвовали в экономическом планировании, во-первых, сосредоточившись на решении насущных социальных проблем большой волны иммигрантов, осевших в колонии, во-вторых, поддерживая свободные рыночные отношения. В отличие от других «азиатских тигров», в экономике которых существенную роль играли государственный, полугосударственный или иностранный капитал, столпами гонконгского «экономического чуда» были местные частные предприниматели (причём, в основном, мелкие и средние), низкие налоги, свободная торговля и слабое трудовое законодательство.
Хотя в некоторой степени правительство Гонконга всё же влияло на местную экономику, сдерживая рост затрат на оплату труда и косвенно субсидируя промышленность посредством финансирования программ массового жилищного строительства, освоения земель, расширения инфраструктуры и создания новых промышленных зон и городов. Немалые бюджетные средства шли на развитие доступного образования и здравоохранения (с 1954 по 1961 год было создано более 300 тыс. новых мест в начальных школах, к 1966 году 99,8 % детей школьного возраста учились в начальной школе, а с 1978 года власти ввели бесплатное среднее образование для всех детей до 15 лет). Благодаря благоприятному экономическому климату и свободной торговле гонконгский экспорт вырос с 54 % ВВП в 1960-х годах до 64 % в 1970-х годах. Значительные успехи гонконгских экспортёров, особенно текстильной и швейной продукции, привели к тому, что многие страны (в том числе Великобритания) стали законодательно ограничивать ввоз товаров из колонии. Несмотря на эти препятствия, большинство коммерсантов Гонконга, благодаря своей гибкости и умению приспосабливаться к требованиям клиентов, быстро находили новые ниши и рынки сбыта.
Относительно стабильное развитие экономики Гонконга всё же сопровождалось чередой финансовых кризисов и потрясений. В 1967—1968 годах биржевой крах был вызван массовыми беспорядками, проходившими в колонии на фоне культурной революции в Китае, в 1973—1975 годах на серьёзный экономический спад повлиял нефтяной кризис, в начале 1980-х годов существенный отток активов из Гонконга был вызван перспективами перехода колонии под суверенитет КНР. С началом экономических реформ в Китае в конце 1970-х годов начался новый этап и для экономики Гонконга. Оживление внешней торговли и внушительный приток иностранных капиталов привели к существенному сближению китайской и гонконгской экономик, что в итоге позволило Гонконгу занять привычную для себя роль торгового и финансового посредника во внешнеэкономических отношениях КНР.
С 1978 по 1997 год товарооборот между Гонконгом и Китаем рос в среднем на 28 % ежегодно. С конца 1970-х годов гонконгские фирмы начали активно переносить трудоёмкие, энергозатратные и экологически вредные производства в соседний Гуандун (особенно в район дельты Чжуцзян) и другие приморские провинции. К концу 1997 года прямые гонконгские инвестиции в Гуандун оценивались в 48 млрд долл., составляя почти 80 % всех иностранных инвестиций в провинции, а на предприятиях, созданных с участием гонконгского капитала, работало около 5 млн человек. Большинство этих производств отличалось трудоёмкостью и специализировалось на экспортных товарах, но с 1997 года значительная часть инвестиций из Гонконга стала направляться в сферу услуг Китая, особенно в финансовый сектор, розничную торговлю, жилую и коммерческую недвижимость, туризм.
На протяжении 1980—1990-х годов большинство промышленных предприятий было выведено за пределы Гонконга, но в этот же период произошёл перенос активности в сектор услуг, занявший доминирующее положение в экономике (розничная и оптовая торговля, экспортно-импортные операции, финансовые услуги, страхование, операции с недвижимостью). Занятость в секторе услуг выросла с 52 % в 1981 году до 80 % в 2000 году, в то время как занятость в промышленности за тот же период сократилась с 39 % до 10 %. Переход Гонконга под суверенитет Китая в 1997 году совпал с началом Азиатского финансового кризиса, сильно ударившего по местной экономике. Кризис сопровождался падением фондового рынка и цен на недвижимость, а также массовым невозвратом кредитов, однако правительство смогло удержать гонконгский доллар от обесценивания.

### XXI век
Кризис ещё больше привязал экономику Гонконга к материковому Китаю, которому удалось миновать рецессию. Следующий спад экономики Гонконга начался в 2002 году и был вызван эпидемией атипичной пневмонии. В июле 2003 года между Китаем и Гонконгом было подписано партнёрское соглашение CEPA, которое вместе с последующими дополнениями оказало очень большое влияние на экономическое развитие Гонконга. Осенью 2008 года экономика подверглась воздействию нового финансового кризиса, сильнее всего ударившего по рынку недвижимости и финансовому сектору. В 2010—2011 году Гонконг подтвердил статус одной из самых динамично развивающихся экономик в мире (в 2010 году её рост составил 7,1 %, а в 2011 году — 5 %). В 2012 году рост экономики замедлился, составив 0,9 % за первое полугодие. Несмотря на некоторый застой в экспорте товаров, продолжали расти экспорт услуг, частное потребление, инвестиционные расходы, розничные продажи. Для поддержки бизнеса власти ввели ряд налоговых льгот и преференций, а также предприняли меры для сохранения финансирования здравоохранения, образования, научно-технических исследований в области передовых технологий.
К концу 2019 года общее число местных компаний, зарегистрированных в Гонконге, составило около 1,38 млн, уменьшившись примерно на 1,5 % по сравнению с аналогичным периодом предыдущего года. В 2019 году в Гонконге было зарегистрировано 124 741 новая местная компания и 2 тыс. новых неместных компаний (их число увеличилось на 67,64 % по сравнению с предыдущим годом). К концу 2019 года общее число неместных компаний в Гонконге достигло 12 496, увеличившись на 12,96 % в годовом исчислении.
| Год  | Рост ВВП, % | ВВП, млрд US$ | ВВП на душу населения, US$ | Торговый баланс (товаров), млрд HK$ | Торговый баланс (услуг), млрд HK$ | Доходы правительства, млрд HK$ | Расходы правительства, млрд HK$ | Инфляция | Безработица | Курс HK$ |
| ---- | ----------- | ------------- | -------------------------- | ----------------------------------- | --------------------------------- | ------------------------------ | ------------------------------- | -------- | ----------- | -------- |
| 1989 | 2,8         | 64,0          | 11 254                     | 5,3                                 | 34,7                              | 82,43                          | 71,367                          | 10,1     | 1,1         | 7,807    |
| 1990 | 3,2         | 71,7          | 12 578                     | -5,3                                | 32,7                              | 89,524                         | 85,557                          | 9,8      | 1,3         | 7,801    |
| 1991 | 5,1         | 86,0          | 14 949                     | -16,2                               | 60,3                              | 114,67                         | 92,191                          | 12,0     | 1,8         | 7,781    |
| 1992 | 6,3         | 100,7         | 17 324                     | -33,5                               | 75,1                              | 135,311                        | 113,332                         | 9,4      | 2           | 7,741    |
| 1993 | 6,1         | 116,0         | 19 600                     | -29,5                               | 92,6                              | 166,602                        | 147,438                         | 8,5      | 2           | 7,726    |
| 1994 | 5,4         | 131,5         | 21 702                     | -84,4                               | 101,4                             | 174,998                        | 164,155                         | 8,1      | 1,9         | 7,738    |
| 1995 | 4,6         | 143,7         | 23 210                     | -151,6                              | 126,4                             | 180,72                         | 183,19                          | 8,7      | 3,2         | 7,732    |
| 1996 | 4,5         | 154,1         | 23 767                     | -141,9                              | 125,3                             | 208,358                        | 182,68                          | 6,0      | 2,8         | 7,736    |
| 1997 | 5           | 171,0         | 26 050                     | -163,5                              | 117,9                             | 281,226                        | 194,36                          | 5,7      | 2,2         | 7,746    |
| 1998 | -5,3        | 162,6         | 24 467                     | -84,8                               | 98,7                              | 216,115                        | 239,356                         | 2,6      | 4,7         | 7,746    |
| 1999 | 3,1         | 158,7         | 23 617                     | -46,5                               | 112,8                             | 232,995                        | 223,043                         | -3,3     | 6,3         | 7,771    |
| 2000 | 10,5        | 163,2         | 24 016                     | -88,7                               | 148,5                             | 222,86                         | 234,21                          | -2,8     | 5           | 7,796    |
| 2001 | 0,6         | 166,5         | 24 764                     | -68,2                               | 126,6                             | 175,559                        | 238,89                          | -1,7     | 5,1         | 7,797    |
| 2002 | 1,8         | 163,7         | 24 121                     | -39,4                               | 145,3                             | 177,489                        | 239,177                         | -3,2     | 7,3         | 7,798    |
| 2003 | 3,2         | 158,5         | 23 293                     | -45,0                               | 159                               | 207,338                        | 247,466                         | -2,1     | 7,9         | 7,763    |
| 2004 | 8,6         | 165,8         | 24 096                     | -72,5                               | 187,1                             | 263,591                        | 242,235                         | 0,0      | 6,8         | 7,774    |
| 2005 | 7,3         | 177,7         | 25 625                     | -59,3                               | 227,1                             | 241,666                        | 237,609                         | 1,2      | 5,6         | 7,753    |
| 2006 | 7           | 189,9         | 27 697                     | -109,0                              | 277,2                             | 288,014                        | 229,413                         | 1,7      | 4,8         | 7,775    |
| 2007 | 6,4         | 207,1         | 29 901                     | -153,7                              | 328,6                             | 358,465                        | 234,815                         | 1,3      | 4           | 7,802    |
| 2008 | 2,3         | 215,4         | 30 866                     | -180,1                              | 352,1                             | 316,562                        | 315,112                         | 3,6      | 3,6         | 7,751    |
| 2009 | -2,7        | 209,3         | 29 880                     | -208,2                              | 329,5                             | 318,442                        | 289,025                         | 0,4      | 5,4         | 7,756    |
| 2010 | 6,8         | 225,0         | 31 835                     | -333,8                              | 438,4                             | 374,761                        | 313,49                          | 2,7      | 4,4         | 7,775    |
| 2011 | 4,8         | 248,5         | 35 142                     | -428,1                              | 502,6                             | 437,723                        | 364,037                         | 5,6      | 3,4         | 7,766    |
| 2012 | 1,7         | 262,6         | 36 708                     | -524,6                              | 547,7                             | 442,15                         | 377,324                         | 3,6      | 3,3         | 7,751    |
| 2013 | 3,1         | 275,7         | 38 404                     | -216,6                              | 229,4                             | 455,346                        | 433,543                         | 5,1      | 3,4         | 7,754    |
| 2014 | 2,8         | 291,5         | 40 316                     | -250,9                              | 255,6                             | 478,668                        | 405,871                         | 5,6      | 3,3         | 7,756    |
| 2015 | 2,4         | 309,4         | 42 432                     | -177,3                              | 234,6                             | 450,007                        | 435,633                         | 4,0      | 3,3         | 7,751    |
| 2016 | 2,1         | 320,9         | 43 737                     | -129,7                              | 186,7                             | 573,125                        | 462,052                         | 2,8      | 3,4         | 7,754    |
| 2017 | 3,8         | 341,6         | 46 218                     | -187,0                              | 208,1                             | 612,385                        | 474,406                         | 1,5      | 3,1         | 7,814    |
| 2018 | 2,8         | 361,7         | 48 542                     | -253,0                              | 246,9                             | 599,774                        | 531,825                         | 2,7      | 2,8         | 7,834    |
| 2019 | -2,2        | 365,7         | 48 704                     | -126,0                              | 174,7                             | 598,756                        | 609,330                         | 3,3      | 2,9         | 7,787    |
| 2020 | -6,1        | 349,4         | 46 707                     | -46,8                               | 99,1                              | 562,798                        | 820,385                         | -0,5     | 5,8         | 7,753    |

## Валовой внутренний продукт
С 1976 по 1996 год средний ежегодный рост ВВП составлял 5,6 %. В 2009 году ВВП Гонконга составлял 208 млрд долл. (- 2,6 % по сравнению с предыдущим годом), в 2010 году — 223,3 млрд долл. (+ 7,1 %), в 2011 году — 243,2 млрд долл. (+ 5 %). С 1962 года до начала нефтяного кризиса 1973 года средний темп роста ВВП на душу населения составлял 6,5 % в год. В 2009 году ВВП на душу населения равнялся 29,8 тыс. долл., в 2010 году — 31,8 тыс. долл., в 2011 году — 34,4 тыс. долл., в 2012 году — 34,5 тыс. долл. В 2009 году рост инфляции составил 0,5 %, в 2010 году — 2,4 %, в 2011 году — 5,3 %.
В 2010 году 25,5 % ВВП составляли торговля и логистика, 15,4 % — финансовые услуги, 12,8 % — бизнес-услуги, 8,4 % — другие услуги (медицинские и образовательные услуги, инновации и технологии, услуги по тестированию и сертификации, охрана окружающей среды), 4,4 % — туризм.

## Занятость и благосостояние
С 1982 по 1997 год средний уровень безработицы равнялся 2,5 %, но в 1998—2003 годах он вырос до 6 % (что было вызвано Азиатским финансовым кризисом и эпидемией SARS). В 2005 году уровень безработицы с учётом сезонных колебаний равнялся 5,6 %, в 2006 году — 4,8 %, в 2007 году — 4 %, в 2008 году — 3,6 %, в 2009 году — 5,4 %, в 2010 году — 4,4 %, в 2011 году — 3,4 %, а по состоянию на середину 2012 года — 3,2 %. В 2000 году уровень неполной занятости равнялся 2,8 %, в 2005 году — 2,7 %, в 2010 году — 2 %. По состоянию на конец 2002 года малые и средние предприятия составляли 98 % всех предприятий Гонконга, обеспечивая 60 % занятости в частном секторе.
В конце 1980-х годов доход на душу населения составлял около 4 тыс. долл. В первой половине 2010 года за чертой бедности в Гонконге находились 1,26 млн человек, или 18,1 % всего населения. В 2010 году номинальный индекс заработной платы (за 100 берётся сентябрь 1992 года) составлял 161,3 (в 2005 году — 146,4), а реальный — 121,7 (в 2005 году — 115,3). В 2011 году власти Гонконга наконец то приняли законопроект, согласно которому появилось понятие минимальной зарплаты (по состоянию на весну того же года она составляла 28 гонконгских долларов или 3,6 доллара США в час). В 2011 году розничные цены выросли на 5,3 %, а в первой половине 2012 года — на 4,7 %.
С 2000 по 2010 год население Гонконга выросло с 6,665 млн до 7,068 млн человек, а число трудоспособных граждан — с 3,374 млн до 3,654 млн (сократилось с 61,4 % до 59,7 % от всего населения). По состоянию на конец 2012 года число трудоспособных граждан составляло 3,796 млн человек (60,6 % от всего населения), из которых 131 тыс. (или 3,4 %) были безработными. В 2010 году 564,9 тыс. человек были заняты в экспортно-импортных операциях и оптовой торговле (в 2000 году — 576,1 тыс.), 432,8 тыс. человек — в соцобеспечении и бытовых услугах (в 2000 году — 289,8 тыс.), 314,3 тыс. — в сфере профессиональных и деловых услуг (в 2000 году — 235,1 тыс.), 255,3 тыс. — в гостиничной сфере и общественном питании (в 2000 году — 219,2 тыс.), 248,3 тыс. — в розничной торговле (в 2000 году — 212,7 тыс.), 196,4 тыс. — в финансовом и страховом секторе (в 2000 году — 158,7 тыс.), 161,5 тыс. — на транспорте, в складском хозяйстве, почтовых и курьерских услугах (в 2000 году — 129,6 тыс.), 117,6 тыс. — в промышленности (в 2000 году — 207,8 тыс.), 112,5 тыс. — в сфере недвижимости (в 2000 году — 81,2 тыс.), 88,9 тыс. — в сфере телекоммуникаций и информационных технологий (в 2000 году — 88,1 тыс.), 55,4 тыс. — в строительном секторе (в 2000 году — 83,9 тыс.). По состоянию на июнь 2012 года 817,8 тыс. человек были заняты в розничной и оптовой торговле, экспортно-импортных операциях, 450,6 тыс. — в соцобеспечении и бытовых услугах, 207 тыс. — в финансовом и страховом секторе, 166,7 тыс. — на транспорте, в складском хозяйстве, почтовых и курьерских услугах.
Всё большую роль в сфере занятости играют трудовые мигранты из-за рубежа. Выходцы из соседнего Гуандуна традиционно заняты на низкооплачиваемых работах в порту, сфере услуг, коммунальном хозяйстве и на строительных работах. Индийцы и пакистанцы заняты преимущественно в розничной (нередко — уличной) торговле, женщины из Филиппин, Индонезии и Таиланда трудятся горничными, служанками и официантками.
Минимальный и средний размер оплаты труда в Гонконге значительно выше чем в КНР. С 1 мая 2019 года минимальная заработная плата в Гонконге для работников, не являющихся иностранной домашней прислугой, составляла HK$37,50 в час ($4,78 в час). С 1 мая 2023 года минимальная заработная плата в Гонконге для работников, не являющихся иностранной домашней прислугой, составляет HK$40,00 в час ($5,12 в час).

## Финансы
Гонконг является крупнейшим финансовым центром Азии и третьим в мире (после Нью-Йорка и Лондона). Финансовый сектор Гонконга имеет общемировое значение в таких отраслях, как первичное размещение акций (IPO), страхование, банковское дело, обслуживание частного капитала (Гонконг — второй по величине в Азии центр частного капитала, на который приходится 18 % данного рынка). Кроме того, Гонконг является вторым по величине источником прямых иностранных инвестиций в Азии после Японии и вторым по величине получателем ПИИ в Азии после материкового Китая. Также Гонконг является для Китая основным поставщиком золота и валюты (на Гонконг приходится 5 % оборота мирового валютного рынка).

### Налогообложение
По состоянию на 2014 год Гонконг занимал 3-е место в мировом рейтинге благоприятности условий ведения бизнеса. Также Гонконг занимал 5-е место в рейтинге налоговых систем мира. По данным Всемирного банка, в Гонконге взимается три налога: 17,6 % — налог на прибыль, 5,1 % — трудовой налог и 0,1 % — другие налоги. Суммарная ставка налогов составляет 22,8 %.

### Валюта
Функции валютного регулятора выполняет Управление денежного обращения Гонконга, созданное в 1993 году. С 1983 года гонконгский доллар привязан к доллару США по курсу HK$7,8 = US$1,0. В 2005 году возможное ослабление валюты было ограничено 7,85 гонконгского доллара, а потолок укрепления был установлен на отметке 7,75. Притоку валюты (в том числе спекулятивного капитала) в Гонконг способствует то, что европейские и американские инвестиционные фонды аккумулируют средства в городе для дальнейшей скупки высоколиквидных китайских акций. С 2009 года Гонконг стал также крупным офшорным центром операций с жэньминьби. В 2010 году ежедневный оборот валютных форекс-сделок в Гонконге достигал 237,6 млрд долл. По состоянию на 2012 год валютный рынок Гонконга занимал третье место в Азии и шестое в мире, а по золотовалютным резервам на душу населения Гонконг занимал второе место в мире.
Согласно договору о передаче Гонконга КНР, гонконгский доллар будет оставаться валютой территории до 2047 года. На конец 2020 года денежная масса в обращении составляла HK$559,5 млрд (на конец 2013 года — HK$329,3 млрд); эмиссию этой валюты осуществляют три коммерческих банка, The Hongkong and Shanghai Banking Corporation (56 %), Bank of China (Hong Kong) (33,9 %) и Standard Chartered Bank (Hong Kong) (10,1 %). Выпуск гонконгских долларов начался в середине XIX века, хотя надпись «Hong Kong Dollar» на банкнотах появилась только в начале 1990-х годов, до этого это были просто доллары, выпущенные банками в Гонконге. В 2014 году началась программа по изъятию из обращения монет, для мелких расчётов всё чаще используются накопительные карты Octopus, они принимаются к оплате на всех видах транспорта (на стадии внедрения в такси), в заведениях общественного питания и во многих магазинах. Из денежной массы в обращении преобладают крупные номиналы (500 и 1000 долларов), на них приходится около четверти банкнот и 85 % номинальной стоимости.

### Бюджет
Правительственные расходы, составлявшие в 1960-х годах 7,5 % ВВП Гонконга, в 1970-х годах упали до 6,5 % (в то время как в Британии за тот же период они выросли с 17 до 20 %). На 2012—2013 финансовый год правительственные расходы запланированы в сумме 393,7 млрд гонк. долл.
В бюджете 2012—2013 года расходы на развитие инфраструктуры составляют 62 млрд гонк. долл. (выросли на 7,4 % по сравнению с предыдущим годом).

### Банковское дело
По состоянию на конец 2020 года в Гонконге размещалось 220 уполномоченных финансовых учреждений: 161 лицензированный банк (из них 130 филиалов зарубежных банков, включая все глобально системно значимые), 17 банков с ограниченной лицензией, 12 контор по приёму депозитов и 30 брокерских контор. Суммарный размер активов этих банков составил 25,9 трлн гонконгских долларов, объём принятых депозитов составил14,5 трлн. Кредиты, предоставленные банками, составили 7,378 трлн гонконгских долларов (около половины из них связана со строительством или покупкой недвижимости.
Крупнейшими банками Гонконга являются The Hongkong and Shanghai Banking Corporation, Bank of China (Hong Kong), Bank of East Asia, Hang Seng Bank, Standard Chartered Bank (Hong Kong), Wing Hang Bank, CITIC Bank International, Industrial and Commercial Bank of China (Asia), China Construction Bank (Asia) и Citibank (Hong Kong).

### Страхование
Гонконг является одним из ведущих страховых центров Азии, а по страховым взносам на душу населения он занимает второе место в регионе после Японии. Страховой рынок Гонконга устойчиво рос в 1997—2007 годах, довольно быстро оправился от последствий финансового кризиса 2008—2009 годов и постепенно вновь вышел в рост (во время кризиса пострадал в основном долгосрочный страховой бизнес, общий или генеральный страховой бизнес несмотря ни на что продолжал расти с 2006 года). По состоянию на первый квартал 2012 года брутто-премии выросли за прошедший год на 11,7 % до 8,1 млрд долл. (страховое проникновение составило 13,5 % ВВП), долгосрочный страховой бизнес составлял около 83 % рынка (вырос на 12,9 % до 6,7 млрд долл.), а генеральное страхование — оставшиеся 17 % (вырос на 6,4 % до 1,4 млрд долл.). Крупнейшими страховыми компаниями Гонконга являются AIA Group, China Taiping Insurance, Ming An Holdings, Hong Kong Mortgage Corporation и Pacific Century Group. Среди иностранных страховщиков, представленных на рынке Гонконга, крупнейшими являются HSBC Insurance, Bank of China Group Insurance, American Home Assurance, Zurich Insurance Group, RSA Insurance Group, Bupa, QBE Insurance и AXA General Insurance.
В конце 2011 года в страховом бизнесе Гонконга работало почти 9,3 тыс. компаний с числом занятых 32,3 тыс. человек (по состоянию на весну 2012 года из 161 уполномоченного страховщика 96 занимались генеральным страхованием, 45 — долгосрочным страхованием, 20 — смешанным). Среди уполномоченных страховщиков около половины составляли иностранные компании (преимущественно американские и британские). В 2011 году общий премиальный доход составлял 29,1 млрд долл. (рост по сравнению с предыдущим годом — 9 %), долгосрочное страхование — 24,6 млрд долл. (рост — 8,7 %), генеральное страхование — 4,5 млрд долл. (рост — 10,7 %), страховое проникновение (премиальный доход по отношению к ВВП) — 11,9 %, а страховая плотность (расходы на душу населения) — 4115 долл. В 2010 году общий экспорт страховых услуг составлял 536 млн долл., в том числе перестрахования — 299 млн долл., прямого страхования — 127 млн долл., других услуг (агентские и посреднические услуги, консалтинг, анализ рынка, урегулирование претензий на возмещение убытков) — 110 млн долл..

### Фондовый рынок
По состоянию на конец 2011 года фондовый рынок Гонконга был третьим по величине в Азии и седьмым в мире (общая капитализация 1496 компаний достигала $2,2 трлн). Гонконгская фондовая биржа является одним из мировых лидеров по количеству первичных размещений акций (IPO), в 2011 году здесь было выручено $30,9 млрд. Несмотря на это, в 2011 году главный фондовый индекс Hang Seng снизился на 20 %. В конце 2011 года на Гонконгской фондовой бирже котировалось 640 компаний из материкового Китая, имевших суммарную рыночную капитализацию в $1,2 трлн (или 55,5 % капитализации всех компаний, котировавшихся на бирже). С 2001 по 2011 года китайские компании, выходившие на IPO в Гонконге, привлекли около $240 млрд.
В 2013 году Гонконгская фондовая биржа вышла на второе место в мире по объёму IPO, увеличив объём сделок на 85 % (уступала только лидеру — NYSE Euronext). Здесь было организовано 87 сделок, объём IPO составил $21,7 млрд, а на NYSE Euronext — $46,5 млрд. К началу 2014 года на фондовом рынке Гонконга котировались акции 1643 компаний, средний ежедневный объём сделок с ценными бумагами составлял $8,1 млрд.
В 2015—16 годах рыночная капитализация Гонконгской фондовой биржи была на уровне $3,2 трлн, в 2017 году выросла почти на половину и достигла $4,359 трлн к концу года, выйдя на 4-е место в мире, на конец 2020 года составляла $6,1 трлн. На 2015 год половина компаний с листингом на бирже были из материкового Китая, на них приходилось две трети рыночной капитализации.

## Торговля и сфера услуг
Экономика Гонконга является наиболее ориентируемой на услуги экономикой мира (сфера услуг составляет более 90 % ВВП Гонконга).

### Внешняя торговля
В конце 1980-х годов годовой товарооборот Гонконга составлял свыше $40 млрд, около 90 % товаров, производившихся в колонии, шло на экспорт (основными статьями экспорта были текстиль, одежда, электронные приборы, транзисторы, часы и игрушки). Около четверти всего гонконгского импорта поступало из Китая (в первую очередь продовольствие, питьевая вода, топливо и промышленное сырьё). Китай, в свою очередь, закупал в Гонконге передовые технологии, промышленное и транспортное оборудование, электронику и средства связи.
Гонконг занимает 10-е место в мире по объёму торговли, а совокупный объём импорта и экспорта превышает номинальный ВВП Гонконга почти в четыре раза. В Гонконге нет ввозных пошлин (пошлиной облагаются только крепкие спиртные напитки, табачные изделия, нефть и метанол), также нет квот и антидемпинговых законов.
Гонконг занимает 11-е место в мире по экспорту коммерческих услуг. В 2010 году внешнеторговый оборот услуг составил 156,5 млрд долл. (вырос на 20,8 % по сравнению с предыдущим годом, торговый баланс — плюс 54,9 млрд долл.), в 2011 году — 177 млрд долл. (вырос на 13,1 %, торговый баланс — плюс 65,4 млрд долл.), в первой половине 2012 года — 87,6 млрд долл. (вырос на 6,4 %, торговый баланс — плюс 32,8 млрд долл.). Экспорт услуг в 2010 году составил 105,7 млрд долл. (+ 23,1 %), в 2011 году — 121,2 млрд долл. (+ 14,6 %), в первой половине 2012 года — 60,2 млрд долл. (+ 7,6 %). Импорт услуг в 2010 году составил 50,8 млрд долл. (+ 16,3 %), в 2011 году — 55,8 млрд долл. (+ 9,8 %), в первой половине 2012 года — 27,4 млрд долл. (+ 3,7 %).
В первой половине 2012 года главными потребителями гонконгского экспорта были материковый Китай (53 %), страны Евросоюза (10 %), США (10 %), страны АСЕАН (7 %) и Япония (4 %). За данный период экспорт в эти пять регионов изменился следующим образом: + 0,3 %, — 6,8 %, + 2,2 %, + 3,8 % и + 7,3 % соответственно. Около трети гонконгского экспорта в КНР связано с промышленными предприятиями, созданными гонконгским капиталом в Южном и Восточном Китае. Замедление роста экспорта, начавшееся во втором квартале 2011 года, было связано с землетрясением в Японии весной 2011 года, которое нарушило глобальную систему поставок, а также кризисными и посткризисными явлениями в экономиках Европы и США.
Особенно важное значение для внешней торговли Гонконга продолжает играть Китай. Гонконг является для материкового Китая важнейшим открытым портом, крупнейшим источником иностранных инвестиций и крупнейшим получателем китайских инвестиций, а также ключевым офшорным центром для китайских капиталов. С учётом реэкспорта в 2011 году 15,3 % внешней торговли Китая прошло через Гонконг (и это не считая перегрузки товаров в Гонконгском порту). В том же году 62 % всего реэкспорта Гонконга было китайского происхождения и 53 % было предназначено для материкового Китая. Согласно таможенной статистике КНР, Гонконг в 2011 году являлся третьим по величине торговым партнёром материкового Китая после США и Японии (на него приходилось 7,8 % торгового товарооборота). К концу 2011 года 43,8 % всех одобренных инвестиционных проектов, финансируемых в Китае иностранным капиталом, имели привязку к гонконгским интересам. Совокупный размер инвестиций из Гонконга составлял 525,6 млрд долл. (или 45,1 % всех иностранных инвестиций).

### Оптовая и розничная торговля
В 2009 году розничные продажи выросли на 0,6 % по сравнению с прошлым годом, в 2010 году — на 18,3 %, в 2011 году — на 24,9 %, а в первой половине 2012 года — на 13,1 %.
На рынке супермаркетов выделяются сети Wellcome (входит в состав группы Jardine Matheson), ParknShop (входит в состав группы Hutchison Whampoa) и Vanguard (входит в состав группы China Resources), а также DCH Food Mart (входит в состав группы CITIC Pacific), JUSCO (входит в состав японской группы Aeon) и Yu Kee Food; на рынке выпечки, кондитерских изделий и снэков — сети Saint Honore Cake Shop (входит в состав группы Li & Fung), Maxim’s и Arome Bakery (обе входят в состав группы Jardine Matheson), Kee Wah Bakery, La Rose Noire и Aji Ichiban.
Гонконг является одним из мировых центров торговли рыбой и морепродуктами, в том числе акульими плавниками, которые потом направляются в крупнейшие города Китая и Азии. Также Гонконг является крупным центром арт-рынка, где регулярно проводят торги как британские аукционные дома Sotheby’s, Christie’s и Bonhams, так и их китайские конкуренты Poly и Guardian (особенной популярностью пользуются редкие драгоценные камни, современная и классическая живопись, китайский и европейский антиквариат).
В последние годы Гонконг превратился как в крупного потребителя вина, так и в главную перевалочную базу ведущих винных брендов мира в материковый Китай и Макао, а также в Тайвань, Вьетнам и Сингапур (в 2009 году в винной отрасли работало 3550 компаний с числом занятых 40 тыс. человек, оборот сектора составлял 5,5 млрд гонк. долл.). В 2011 году импорт вина достиг 48 млн литров на сумму 9,8 млрд гонк. долл., увеличившись на 40 % и 20 % в денежном и количественном выражении соответственно по сравнению с предыдущим годом (основными поставщиками вина были Франция и Великобритания, в меньшей степени — Австралия, США, Италия и Чили). В январе—сентябре 2012 года 38 % ввезённого вина было реэкспортировано фирмами, а остальные 62 % или вывезены из Гонконга туристами, или складированы в городе, или куплены для внутреннего потребления. Важным каналом сбыта дорогого вина являются винные аукционы, по обороту которых Гонконг нередко опережает Лондон и Нью-Йорк (в 2011 году продажи гонконгских винных аукционов составили 1,78 млрд гонк. долл.). Продажи через розничную торговлю и питейные заведения составили в 2011 году 12,3 млн литров на сумму 2,9 млрд гонк. долл., увеличившись на 31 % и 34 % в денежном и количественном выражении соответственно по сравнению с пятью годами ранее (внеторговые каналы реализации вина составили в 2011 году 46 % в денежном выражении и 64 % — в количественном).

### Общественное питание
В Гонконге представлены как крупные азиатские ресторанные сети Café de Coral, Maxim’s, Fairwood, Pacific Coffee (входит в состав группы China Resources), Yoshinoya (входит в состав одноимённой японской группы), Ajisen Ramen (входит в состав японской группы Shigemitsu Industry), Dai Pai Dong, Wing Wah и Fook Lam Moon, так и международные сети McDonald’s, KFC, Pizza Hut, Burger King, Subway и Starbucks.

### Туризм и гостиничное дело
В 1988 году Гонконг посетило 5,6 млн туристов.
Туризм занимает важное место в сфере услуг Гонконга (составляя 4,4 % ВВП), стимулируя развитие транспорта, гостиничного дела, общественного питания, розничной торговли и индустрии развлечений. Всё большее значение имеют туристы из материкового Китая, хотя они и уступают по расходам иностранным туристам (в расчёте на одного человека). Если в 1996 году Гонконг посетило 2,1 млн китайских туристов, то в 2006 году их число достигло 13,5 млн (они составляли 63 % от всех туристов, посетивших город). В 2011 году Гонконг посетило 41,9 млн человек, в том числе из материкового Китая — 28,1 млн человек (67 % от всех туристов). В 2009 году число всех посещений Гонконга увеличилось на 0,3 % по сравнению с предыдущим годом, в 2010 году — на 21,8 %, в 2011 году — на 16,4 % (число посещений из материкового Китая — на 23,9 %), в первой половине 2012 года — на 15,5 % (число посещений из материкового Китая — на 22,7 %). Общие расходы прибывших туристов составили в 2011 году 263 млрд гонк. долл. (на 24 % больше по сравнению с предыдущим годом). В последнее время серьёзную конкуренцию Гонконгу составляет соседний Макао, привлекающий туристов из Китая своими игорными заведениями. В 2017 году количество туристов достигло 58,47 млн, из них 76 % из материкового Китая.
В Гонконге базируются крупные азиатские гостиничные сети Shangri-La, Mandarin Oriental, Harbour Plaza, Marco Polo, Miramar, Langham, Emperor, Regal и Hongkong and Shanghai Hotels. Кроме того, в Гонконге представлены ведущие мировые гостиничные сети Ritz-Carlton, Sheraton, Marriott International, Hyatt, InterContinental, Four Seasons, Le Meridien, Crowne Plaza, Conrad, Ramada, Novotel, Holiday Inn, Ibis, Best Western.
По состоянию на 2017 год Гонконг являлся самым посещаемым городом мира среди туристов (за девять месяцев его посетили около 25,7 млн человек).

### Проведение выставок и конгрессов

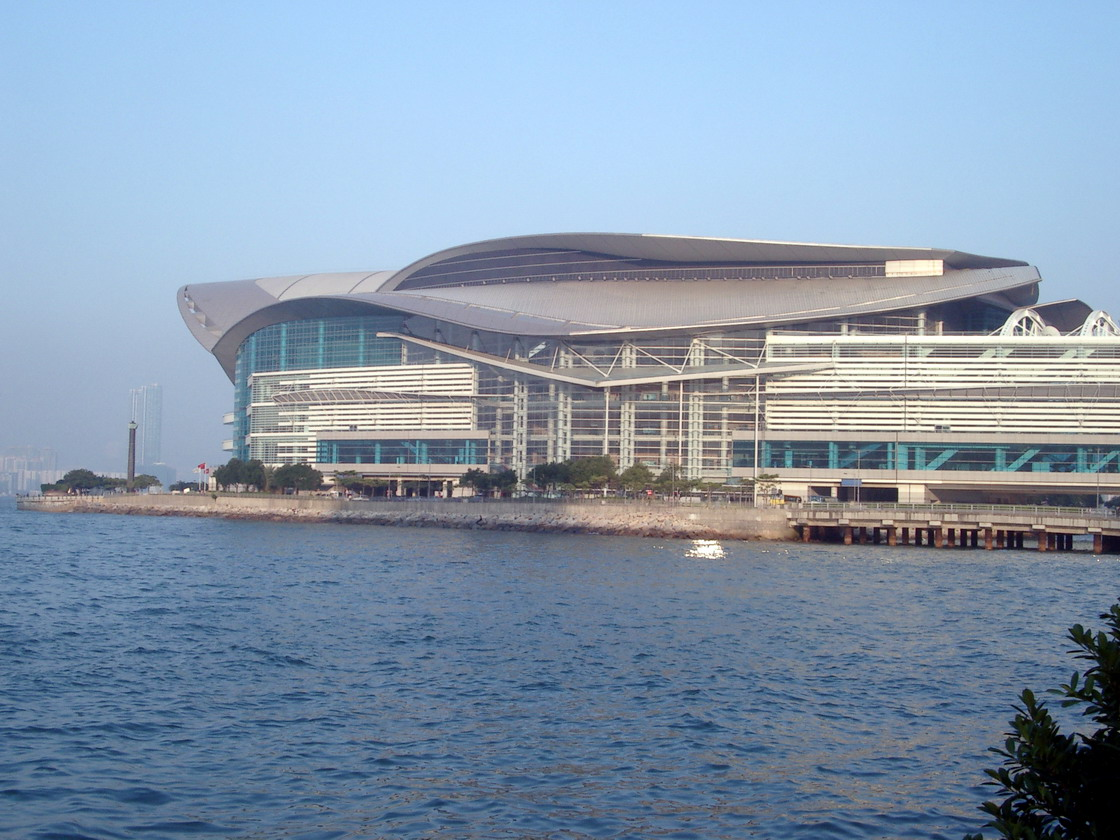
Гонконгский центр конференций и выставок

Гонконг является одним из крупнейших в Азии центров проведения международных выставок и конгрессов (ежегодно их проходит более 300). Он обладает двумя крупными современными выставочными комплексами — Гонконгским центром конференций и выставок и AsiaWorld-Expo. Среди крупнейших выставок, регулярно проходящих в Гонконге, выделяются Международная выставка пекарной отрасли, Международная чайная ярмарка, Гонконгская продуктовая выставка, Гонконгский продуктовый фестиваль, Международная ярмарка вина и крепкого алкоголя, Азиатско-Тихоокеанская винная выставка, Международная выставка инноваций и технического дизайна, Гонконгская ярмарка электроники, Международная выставка глобальных спортивных брендов, «Спортивный источник Азии», Гонконгская неделя моды, Международная ярмарка меха и моды, Международная выставка дайвинга и путешествий, Международная выставка товаров для дома, Гонконгская ярмарка домашней утвари, Международная ярмарка домашнего текстиля и обстановки, Международная ярмарка освещения, Международная ярмарка строительных и декоративных материалов и строительного оборудования, Гонконгская ярмарка детских товаров, Гонконгская ярмарка игрушек и игр, Международная лицензионная выставка, Гонконгская оптическая ярмарка, Международная выставка производителей ювелирных изделий, Международная ювелирная выставка, Азиатская ярмарка модных украшений и аксессуаров, Гонконгская ярмарка подарков и премиальных товаров, Гонконгская часовая ярмарка, Азиатская выставка профессиональной косметики, Азиатская выставка недвижимости, Рождественская выставка свадебных услуг и банкетов, Рождественская ярмарка «Гонконгская большая витрина», Международная ярмарка медицинских товаров и материалов, Гонконгская книжная ярмарка, Международная ярмарка полиграфии и упаковки, Международная ярмарка канцтоваров, Китайская морская выставка, Китайская ярмарка средств безопасности, Международный кино-телевизионный рынок, Гонконгская выставка образования и карьеры. Из крупнейших конференций, прошедших в Гонконге за последнее время, выделяются шестая министерская Конференция ВТО (декабрь 2005 года) и первая за пределами США встреча Глобальной инициативы Клинтона.

### Индустрия развлечений
В Гонконге расположено несколько популярных развлекательных парков, в том числе Disneyland Resort, Ocean Park и Ma Wan Park.
Важной отраслью индустрии развлечений является кинематограф Гонконга. В области экспорта кинофильмов собственного производства Гонконг уступает в мире только Индии, США и Японии, контролируя существенную долю на кинорынке Китая, Тайваня, Юго-Восточной Азии и Южной Кореи. С 1980-х годов стало набирать обороты совместное гонконгско-китайское производство фильмов (отчасти это было связано со стремлением снизить затраты, отчасти — более широким выбором натуры). Кроме того, многие иностранные студии используют Гонконг для выхода на рынки Азии и Китая, в частности, как координационную базу для поиска актёров и натуры, продюсирования, технической поддержки, дублирования и других услуг (кроме того, некоторые студии, например, Legendary Pictures основывают в Гонконге дочерние компании). В 2001 году сборы в кинотеатрах Гонконга превысили 1 млрд гонк. долл., но в 2002 году упали до 862 млн гонк. долл (причём 60 % сборов дали иностранные картины). В 2001 году в Гонконге было произведено 133 фильма, в 2002 году — 92, в 2003 году — 77 (падение было вызвано эпидемией SARS). По состоянию на 2003 год в киноиндустрии Гонконга было задействовано более 1,2 тыс. компаний, в которых работало около 6 тыс. человек.
В 2008 году по производству фильмов на душу населения Гонконг занимал первое место в Азии и третье в мире (после Исландии и Швейцарии). Большая доля гонконгских кинофильмов и телевизионных программ продаётся азиатским и отчасти североамериканским кабельным и спутниковым телеканалам (в 2009 году экспорт аудиовизуальной продукции и связанных с ней услуг составил 881 млн гонк. долл.). По состоянию на весну 2011 года в киноиндустрии и смежных отраслях было задействовано более 2 тыс. компаний, в которых работало почти 13,8 тыс. человек. В 2009 году в Гонконге был выпущен 51 фильм, в 2010 году — 54, сборы от местных фильмов в 2009 году составили 257 млн гонк. долл., в 2010 году — 276 млн гонк. долл., а общие сборы в гонконгских кинотеатрах (с учётом иностранных фильмов) в 2009 году составили 1,178 млрд гонк. долл., в 2010 году — 1,339 млрд гонк. долл..
В 2009 году доходы киноиндустрии выросли на 6,2 %, а в 2010 году — на 13,7 % (сборы местных фильмов выросли на 7,4 %, а иностранных — на 15,4 %). К концу 2010 года в Гонконге насчитывалось 49 кинотеатров. Прокатом иностранных фильмов занимаются компании United Artists, Broadway Circuit, MCL Circuit, AMC Circuit и Panasia Circuit, гонконгских фильмов — Newport Circuit и Gala Film Distribution. Кроме того, Гонконг является признанным центром дистрибуции иностранных фильмов в Азиатском регионе (особенно на растущем рынке материкового Китая), а также местом, где азиатские фильмы продаются западным прокатчикам. Многие гонконгские сети кинотеатров выходят на рынок КНР, особенно в формате мультиплексов. Гонконгские компании обладают лучшей в регионе технической базой и командами программистов, художников и дизайнеров, получая заказы на изготовление спецэффектов от ведущих мировых студий (в этом сегменте особенно выделяются гонконгские компании цифровой анимации и спецэффектов Imagi International и Centro Digital Pictures).
Киноиндустрия представлена такими отраслевыми организациями, как Гонконгский совет по развитию кинематографа (HKFDC), Ассоциация киноиндустрии (MPIA), Гонконгская ассоциация кинопродюсеров и дистрибьюторов (MPDA), Гильдия гонконгских кинорежиссёров (HKFDG), Гильдия гонконгских сценаристов (HKSWG) и Гонконгская ассоциация профессионалов постпродакшн кинофильмов (AMP4). В Гонконге базируются крупные киностудии и прокатчики Shaw Brothers Studio, China Star Entertainment Group, Emperor Motion Pictures, Media Asia Entertainment Group, Mandarin Entertainment Holdings, Celestial Pictures, Basic Pictures, Focus Group Holdings, Milkyway Image, Golden Harvest, Mei Ah Entertainment и Kadokawa Intercontinental Group Holdings (входит в состав японской Kadokawa Group Holdings).
Исключительное право на организацию азартных игр имеет Гонконгский жокей-клуб. Помимо проходящих два раза в неделю скачек на двух ипподромах («Ша-Тин» и «Хэппи-Вэлли») эта некоммерческая организация проводит розыгрыши лотереи и принимает ставки на футбольные матчи. В сезоне 2017-18 годов общий объём ставок составил HK$124,28 млрд ($16 млрд)

### Коммунальное хозяйство

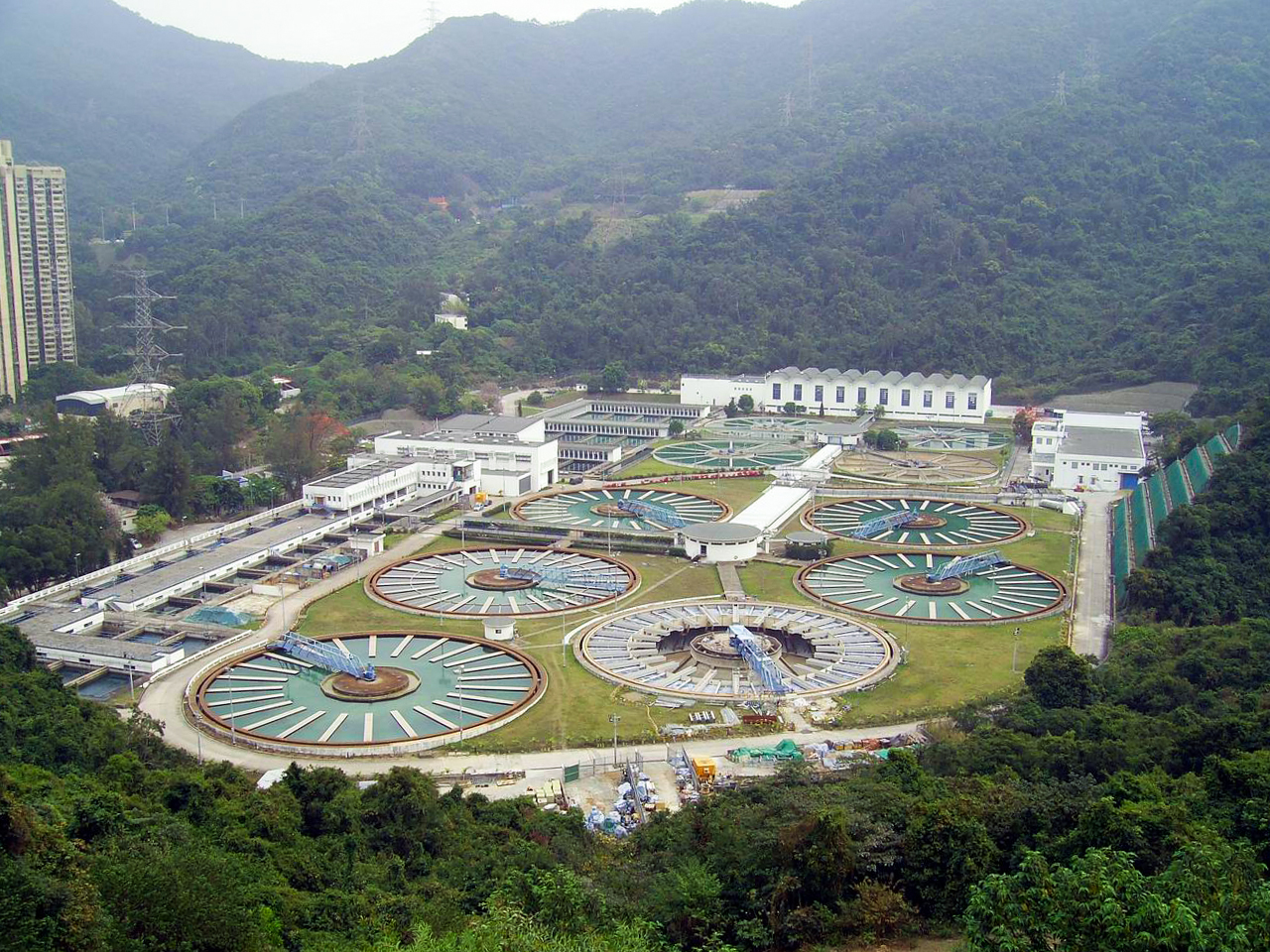
Водоочистная станция в Сатхинь

Важнейшими отраслями коммунального хозяйства и охраны окружающей среды являются хранение и очистка воды, очистка бытовых и промышленных стоков, сбор и переработка мусора, уборка улиц и помещений, борьба со вредителями, обслуживание зелёных насаждений, энергосбережение, контроль за чистотой воздуха и шумовым фоном. Оборот природоохранной отрасли составил в 2010 году 5,6 млрд гонк. долл., увеличившись на 19,3 % по сравнению с предыдущим годом (в отрасли работает около 300 предприятий и занято более 36 тыс. человек). Крупнейшими игроками на рынке коммунального хозяйства и охраны окружающей среды являются Департамент пищевой и экологической гигиены, Fung Seng Enterprises и Baguio Group.
По состоянию на 2012 год Гонконг производил около 19 тыс. тонн мусора в сутки, перерабатывая лишь чуть больше половины из этого объёма (в 2011 году — около 13,5 тыс. т). Крупнейшим комплексом по утилизации мусора и отходов является EcoPark в округе Тхюньмунь (здесь работают предприятия по переработке компьютеров, бытовой электротехники, батареек и аккумуляторов, металлов, пластмасс, древесины, а также кулинарных жиров в биодизель).

### Инженерный сектор
Профессиональные технические услуги включают управление строительными, транспортными, энергетическими проектами и коммунальными услугами, технический консалтинг, проектирование, дизайн и обслуживание электроники, электротехники, промышленного оборудования и телекоммуникационных сетей. По состоянию на лето 2012 года в сфере инженерных и архитектурных услуг строительного сектора и сектора недвижимости работало почти 2 тыс. компаний с числом занятых 25,2 тыс. человек, а в сфере инженерных, технических и консалтинговых услуг других секторов — 530 компаний с числом занятых 2,1 тыс. человек.
Местные технические специалисты объединены в Гонконгский институт инженеров (HKIE), основанный в 1947 году как Инженерное общество Гонконга (в HKIE входят более 10 тыс. членов по различным дисциплинам). Основная часть экспорта инжиниринговых услуг приходится на материковый Китай, остальное — на страны Юго-Восточной Азии, Северной Америки и Западной Европы, а также Индию. В 2010 году Гонконг экспортировал инженерных, архитектурных и других технических услуг на 2,2 млрд гонк. долл. (в 2009 году — на 2,1 млрд гонк. долл., в 2008 году — на 3,2 млрд гонк. долл.). Кроме того, в Гонконге базируются филиалы многих мировых инженерных компаний (например, британской Arup Group).

## Недвижимость
Гонконг является мировым лидером по уровню локализации международного бизнеса и вторым в мире по размещению сервисных компаний, что ведёт к постоянному подорожанию коммерческой недвижимости, ставшей самой дорогой в мире. Только в 2010 году инвесторы, среди которых преобладали компании из материкового Китая, вложили в недвижимость Гонконга более 15 млрд долл. С 2005 по 2010 год стоимость типового гонконгского дома выросла на 148 % (с начала 2009 по начало 2011 года — на 60 %), а элитная недвижимость с 2007 по 2012 год подорожала на 58,5 % (до 29,6 тыс. долл. за 1 м²). С начала 2009 по начало 2011 года стоимость офисной недвижимости в секторе «прайм» выросла на 150 %, превысив докризисные показатели на 35 %. Но массированный приток китайских инвестиций несколько «перегрел» рынок недвижимости.
Также Гонконг является городом с самыми высокими в мире ставками аренды на торговую недвижимость, особенно в сегменте роскоши и брендовой моды (по состоянию на 2012 год стоимость аренды 1 м² достигла здесь 3466 долл. в месяц). В области аренды элитной офисной недвижимости Гонконг уступает лишь Лондону (в 2010 году стоимость годовой аренды 1 м² равнялась 1649 долл.). В связи с «перегревом» рынка жилой недвижимости новый руководитель Гонконга Лян Чжэньин осенью 2012 года предпринял существенные корректировки налогового законодательства в этой области, несколько ограничив приток спекулятивного капитала из материкового Китая. В 2010 году в Гонконге насчитывалось 2,334 млн домашних хозяйств (в 2000 году — 2,037 млн). В 2010 году в секторе недвижимости (оценка, посредничество, продажа, инвестирование, аренда, управление имуществом, услуги переселения и т. д.) работало почти 6 тыс. предприятий, на которых трудилось 112,8 тыс. человек (в 2009 году — 6,5 тыс. предприятий и 108,3 тыс. занятых).
Крупнейшими операторами гонконгской недвижимости являются Sun Hung Kai Properties, Cheung Kong Holdings, Hongkong Land, Henderson Land, New World Development, Hutchison Whampoa Property, Swire Properties, MTR Properties, The Wharf (Holdings) и Wheelock Properties. В материковом Китае крупные интересы имеют гонконгские девелоперы New World Development, Hang Lung Group, Shui On Group, Hopewell Holdings, Kerry Properties, Sino Group и China Properties Group.

## Транспорт и связь

### Судоходство
В конце 1980-х годов в среднем ежедневно в порт Гонконга заходило около 300 океанских и речных торговых судов, а в прибрежных водах плавало около 15 тыс. мелких судов и сампанов, занимавшихся каботажными перевозками. Гонконг обладал торговым флотом водоизмещением 30 млн брутто-регистровых тонн. На 2017 год флот Гонконга был 9-м крупнейшим в мире и включал 2576 судов водоизмещением более 1000 брутто-регистровых тонн, включая 1142 сухогруза, 471 контейнеровоз, 346 танкеров, 226 других грузовых судов.
В 2011 году Гонконгский порт принял 205,7 тыс. судов, обработал 73,4 млн т грузов, из которых 51,3 млн т было перевезено морскими судами и 22,1 млн т — речными. Порт занимает третье место в мире по обработке контейнеров (в 2016 году он обработал 19,8 млн TEU).

### Авиаперевозки
В конце 1980-х годов аэропорт Кайтак ежегодно обслуживал свыше 50 тыс. самолётов и 3,5 млн пассажиров. Сейчас на месте бывшего аэропорта строится жилой комплекс и большой терминал для круизных судов.
Международный аэропорт Гонконга входит в десятку крупнейших аэропортов мира по пассажиропотоку, является одним из крупнейших в мире грузовых аэропортов и лучшим аэропортом мира для комфортабельного ожидания рейса. В 2011 году он обслужил 53,9 млн пассажиров и обработал 3,9 млн т грузов. Сейчас разрабатывается проект строительства третьей взлётно-посадочной полосы. Крупнейшими авиакомпаниями, базирующимися в Гонконге, являются Cathay Pacific, Dragonair, Air Hong Kong и Hong Kong Airlines.

### Автодорожные перевозки
Важнейшим инфраструктурным проектом является стартовавшее в декабре 2009 года строительство грандиозного автомобильного моста Гонконг — Чжухай — Макао (вернее — цепочки мостов, тоннелей и подъездных дорог), его строительство было завершено в середине 2017 года, официальное открытие прошло 23 октября 2018 года, стоимость проекта составила $18,77 млрд. Общая протяжённость дорог на территории Гонконга составляет 2100 км.

### Железнодорожные перевозки
Важное значение имеет строящаяся скоростная железная дорога Гуанчжоу—Шэньчжэнь—Гонконг, которая в будущем станет частью национальной сети высокоскоростных железнодорожных магистралей и сократит время путешествия из Гонконга в Шанхай и Пекин до 8 и 10 часов соответственно.

### Метрополитен
В дополнение к действующим линиям ведётся строительство ещё трёх линий — West Island Line, South Island Line(East) и Sha Tin to Central Link (ориентировочное время завершения строительства — 2014, 2015 и 2020 года).

### Телекоммуникации и почтовые услуги
Гонконг является ведущим телекоммуникационным центром Азиатско-Тихоокеанского региона и входит в десятку мировых лидеров по уровню развития сетевой инфраструктуры. В 2010 году оборот телекоммуникационного сектора достиг 3 млрд долл., составив 1,4 % ВВП, 77,9 % домашних хозяйств имели персональный компьютер, из них 76,4 % были подключены к интернету (на конец 2011 года степень проникновения фиксированных линий и широкополосного интернета в домашние хозяйства достигла 102 % и 87 % соответственно, а степень проникновения мобильной связи потребителям — 210 %). В 2009 году 63,6 % учреждений имели персональный компьютер, 60,6 % были подключены к интернету, 20 % имели веб-страницу или сайт. В конце 2011 года в Гонконге насчитывалось 14,9 млн действующих мобильных номеров (из которых 54 % — 3G и 3,5G), более 4,2 млн стационарных телефонов (56,5 % из которых находилось в домашних хозяйствах, плотность — 102,3 телефона на 100 хозяйств, степень охвата фиксированной связью — 60 % населения) и более 10 тыс. общественных точек доступа Wi-Fi (в начале 2012 года — более 10,3 тыс.). У более чем 86 % домашних хозяйств Гонконга есть выбор двух и более телекоммуникационных операторов.
В Гонконге базируются мобильные операторы China Mobile, CSL New World Mobility Group (совместное предприятие корпораций Telstra и New World Development), Hutchison Telecom (входит в состав группы Hutchison Whampoa), SmarTone Mobile Communications (входит в состав группы Sun Hung Kai Properties) и PCCW Mobile (входит в состав группы Pacific Century Group), интернет-провайдеры PCCW / Netvigator (входит в состав группы Pacific Century Group), i-Cable Communications (входит в состав группы The Wharf Holdings), City Telecom, Hong Kong Broadband Network (входит в состав британской группы CVC Capital Partners), HKNet (входит в состав японской группы Nippon Telegraph and Telephone) и Hutchison Global Communications (входит в состав группы Hutchison Whampoa), операторы фиксированной телефонной связи PCCW-HKT Telephone (входит в состав группы Pacific Century Group) и Wharf T&T (входит в состав группы The Wharf Holdings), а также международная штаб-квартира китайской интернет-компании Alibaba Group, региональные штаб-квартиры транснациональных корпораций AT&T, Verizon Communications и Ericsson.
К концу 2011 года в телекоммуникационном секторе Гонконга работало 307 компаний с числом занятых 18,1 тыс. человек (в начале 2012 года было 185 интернет-провайдеров, 42 оператора спутниковой связи, 17 операторов фиксированной телефонной связи и 5 мобильных операторов). В 2010 году оборот всех телекоммуникационных услуг составлял 49,3 млрд гонк. долл. (в 2008 году — 49,5 млрд), в том числе интернет-услуг и услуг спутниковой связи — 23,7 млрд гонк. долл. (в 2008 году — 22,2 млрд), услуг мобильной связи — 16,2 млрд гонк. долл. (в 2008 году — 14,4 млрд), местных телефонных, телеграфных и факсимильных услуг — 4,8 млрд гонк. долл. (в 2008 году — 6,6 млрд), международных телефонных услуг — 4,6 млрд гонк. долл. (в 2008 году — 6,2 млрд). В 2011 году объём международных исходящих звонков достиг 7,6 млн минут, а входящих — 2,9 млн минут. В конце 2011 года насчитывалось более 1,3 млн подписчиков IPTV, в начале 2012 года 96 % домашних хозяйств были охвачены цифровым телевидением, 45 % — сетями FTTB и FTTH.
Подводными телекоммуникационными кабелями Гонконг связан со многими странами, в том числе с Китаем, Тайванем, Японией, Южной Кореей, Филиппинами, Вьетнамом, Таиландом, Малайзией, Сингапуром, Индонезией, Австралией, США (кабельные системы APCN, APCN 2, TVH, FLAG, SEA-ME-WE 3, AAG, EAC-C2C, RNAL и другие). В 2010 году экспорт Гонконгом телекоммуникационных услуг составил 7,3 млн гонк. долл. (в 2008 году — 4,3 млн). Гонконгские телекоммуникационные компании (прежде всего Hutchison Telecom) имеют интересы в Великобритании, Ирландии, Дании, Швеции, Италии, Австрии, Израиле, Индии, Шри-Ланке, Индонезии, Филиппинах, Вьетнаме, Макао, Тайване, Австралии.

## Промышленность
С начала 1950-х годов в Гонконге стремительными темпами стала развиваться промышленность. С конца 1970-х — начала 1980-х годов в Гонконге начался процесс переноса производственных мощностей из колонии в быстрорастущие промышленные центры Южного и Восточного Китая. В конце 1980-х годов на территории Гонконга работало около 50 тыс. промышленных предприятий, основными отраслями были судостроение, судоремонт, текстильная, швейная, электронная, электротехническая, химическая и пищевая промышленность.
По состоянию на 2010 год в Гонконге насчитывалось 10,3 тыс. промышленных предприятий, на которых работало 111,5 тыс. человек. В это число не входило 20,5 тыс. предприятий строительного сектора, на которых работало 147 тыс. человек, и 1,76 тыс. предприятий сектора архитектурных и инженерно-технических услуг, на которых работало 25,3 тыс. человек. Большинство гонконгских промышленных компаний перенесли свои производственные мощности в материковый Китай (особенно в соседнюю провинцию Гуандун) и отчасти во Вьетнам, Таиланд и Индонезию, сосредоточив работу головных офисов и различных подразделений, оставшихся в городе, на разработке и дизайне товара, организации производственных процессов, приобретении сырья и промышленного оборудования, логистической и маркетинговой поддержке, контроле качества, научно-технических исследованиях. После таких изменений эти компании стали квалифицироваться как непромышленные, хотя у них есть производственные предприятия заграницей. Многие производители Гонконга, особенно в сфере электроники, часов, спортивных товаров, очков, игрушек и домашней утвари, работают по ODM и OEM-контрактам, выполняя сборку товаров для заказчиков на своих китайских предприятиях.
Крупнейшим производственным центром является Промышленная зона Тайпоу в округе Тайпоу. Здесь рамещаются офисы и предприятия компаний Asia Television и Phoenix Television (телепроизводство), Asia Satellite Telecommunications и NTT Communications (телекоммуникации), Ringier Print, Hong Kong Note Printing, Hung Hing Off-Set Printing, Chun Hong Printing Technology и DIC Graphics (полиграфия), South China Morning Post и Oriental Daily News (полиграфия и издательское дело), Unilever Bestfoods, Lee Kum Kee, Amoy Food, Maxim’s Food, Watsons Water, Nissin Foods, Yamazaki Baking, Yakult Co, Winner Food Products и Miracle Foods (пищевые продукты и напитки), Johnson Electric, Chiaphua Industries, ABB, Arvato Digital Services и Futong Group (электротехника и электроника), Chen Hsong Machinery (промышленное оборудование), Hing Yu Metal Works (автокомплектующие), CK Life Sciences (биотехнологии), Bridgestone Aircraft Tire, Cabot Plastics, Hong Kong Oxygen & Acetylene, Rainbow Latex, Europharm Laboratoires и Ming Fong Packaging & Chemicals (химическая и фармацевтическая промышленность), The Hong Kong and China Gas Company (газовое хозяйство), а также Hong Kong Standards & Testing Centre.
Другими крупными производственными центрами являются Промышленная зона Чёнкуаньоу (округ Сайкун), Промышленная зона Юньлон и Промышленная зона Тхунтхау (округ Юньлон), Промышленная зона Куньтхон (округ Куньтхон).

### Энергетика

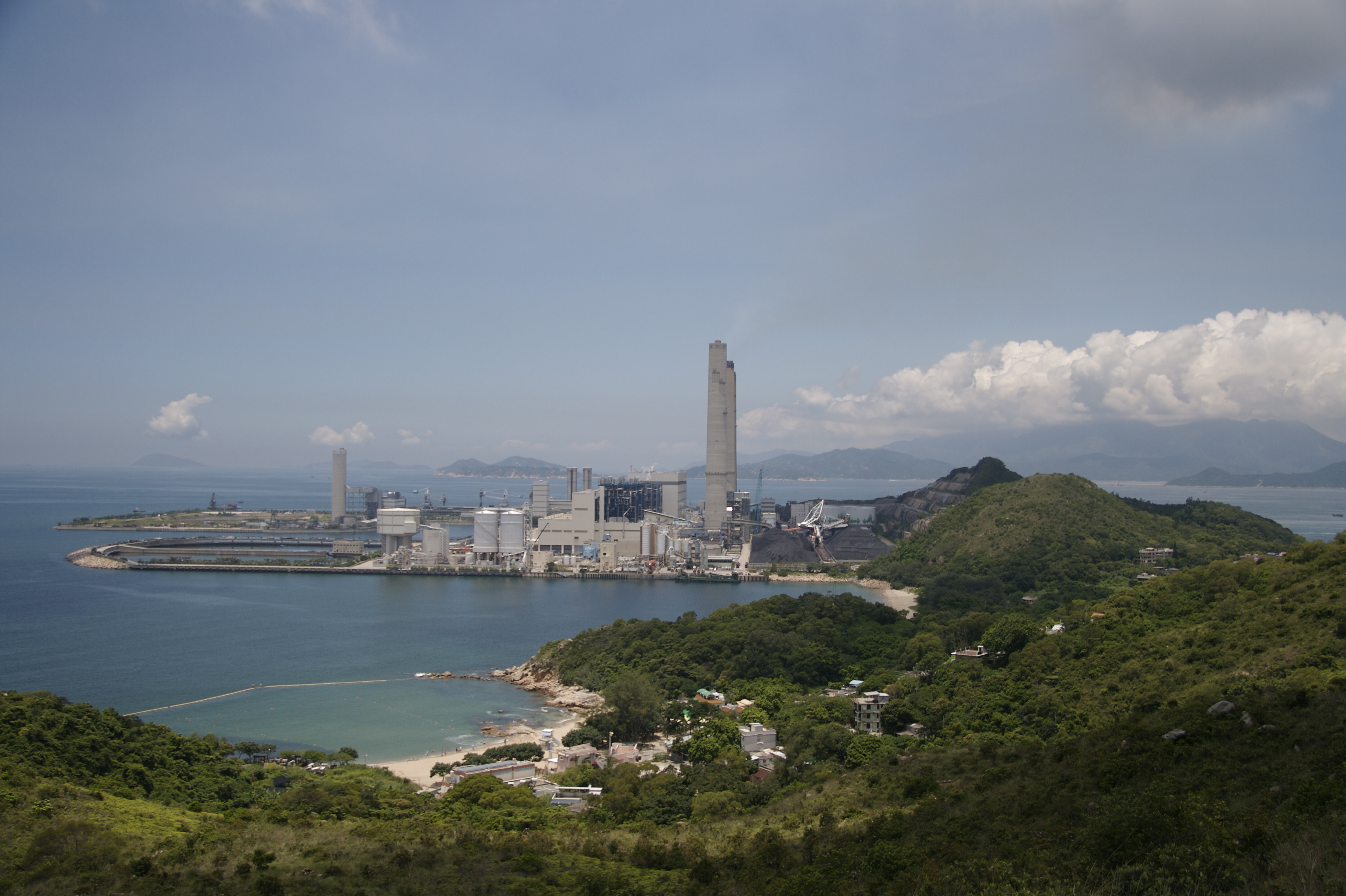
Электростанция на острове Ламма

В 2016 году потребление электроэнергии составило 41,84 млрд кВт-часов (151 тысяча тераджоулей). Импорт из материкового Китая составил 11,62 млрд кВт-часов, остальное дали собственные генерирующие мощности, составляющие 12,63 млн кВт. В городе действуют пять электростанций: угольная Castle Peak (округ Тхюньмунь, принадлежит CLP Group/ExxonMobil), угольная Lamma (остров Ламма, округ Айлендс, принадлежит Hongkong Electric), газовая Black Point (округ Тхюньмунь, принадлежит CLP Group/ExxonMobil), дизельно-газовая Penny’s Bay (остров Лантау, округ Айлендс, принадлежит CLP Group) и ветровая Lamma Winds (остров Ламма, принадлежит Hongkong Electric). В 2011 году уголь и нефтепродукты составляли 69 % сырья, использовавшегося для производства электроэнергии (в 2001 году — 52 %). С 2006 по 2011 год доля угля, необходимого для производства электроэнергии, увеличилась на 8,1 %, в то время как доля нефтепродуктов — на 4,3 %. Самой большой категорией потребителей являются коммерческие предприятия (66,3 %), за которыми идут домохозяйства (26,3 %) и промышленные предприятия (7,3 %). С 2006 по 2011 год доля домохозяйств выросла с 24,4 % до 26,3 %, а доля промышленных предприятий упала с 9,7 % до 7,3 %. Импорт электричества из материкового Китая вырос с 2006 по 2011 год на 4,1 %.
В Гонконге нет своей добычи ископаемого топлива, также нет и нефтеперерабатывающих предприятий. По импорту нефтепродуктов Гонконг занимает 22-е место в мире (более 400 тысяч баррелей в сутки), по импорту природного газа — 43-е место (3,37 млрд кубометров в 2017 году). Основными статьями топливного импорта являются авиационный бензин и керосин, автомобильный бензин, дизельное топливо и керосин, а также уголь, сжиженный и природный газ, флотский мазут. Крупнейшими поставщиками нефтепродуктов в Гонконг были Сингапур, Китай и Корея (часть нефтепродуктов Гонконг реэкспортировал в Китай и Макао), крупнейшими поставщиками угля — Индонезия и Австралия, единственным поставщиком природного газа — Китай.
С 2006 по 2011 год потребление газа росло в среднем на 0,8 % в год (в 2011 году выросло на 2,1 % по сравнению с предыдущим годом). Главными категориями потребителей были домохозяйства (55,1 %), коммерческие предприятия (41,1 %) и промышленные предприятия (3,9 %). В 2011 году Гонконг импортировал 895 027 тераджоулей нефтепродуктов, 330 596 тераджоулей угольных продуктов и 40 822 тераджоулей электроэнергии; экспортировал 26 196 тераджоулей нефтепродуктов и 10 645 тераджоулей электроэнергии; бункеровал 627 012 тераджоулей нефтепродуктов; поставил со складов 20 437 тераджоулей угля и 3484 тераджоулей нефтепродуктов; произвёл 140 653 тераджоулей электроэнергии (для чего использовал 309 945 тераджоулей угля и 90 785 тераджоулей нефтепродуктов), 28 147 тераджоулей газа (для чего использовал 32 040 тераджоулей нефтепродуктов) и 2112 тераджоулей нефтепродуктов; системные потери электроэнергии составили 19 240 тераджоулей.

### Строительство
Гонконг является крупным строительным рынком, а гонконгские компании имеют репутацию высококлассных специалистов в сфере реализации высотных жилых и офисных комплексов, а также масштабных инфраструктурных проектов. Кроме того, всё большую роль играют строительные услуги, в том числе управление проектами, оценка проектов, инженерный консалтинг. Во втором квартале 2012 года строительный сектор Гонконга вырос на 34 % по сравнению с прошлым годом и достиг оборота в 5 млрд долл. Летом 2012 года в Гонконге насчитывалось 1157 стройплощадок (летом 2011 года — 1062, рост — 8,9 %), в том числе частных — 693 (летом 2011 года — 627, рост — 10,5 %) и государственных — 464 (летом 2011 года — 435, рост — 6,7 %). В тот же период число занятых в строительной отрасли Гонконга достигло 71,7 тыс. человек (летом 2011 года — 58,6 тыс. человек, рост — 22,4 %), в том числе в частном секторе — 40,7 тыс. (летом 2011 года — 29,9 тыс., рост — 36 %) и государственном — 31 тыс. (летом 2011 года — 28,7 тыс., рост — 8,2 %).
В 2010 году в сфере строительства и гражданского инжиниринга работало 20,5 тыс. компаний (в 2009 году — 20,2 тыс., рост — 1,4 %), в которых было занято почти 147 тыс. человек (в 2009 году — 135,2 тыс., рост — 8,7 %), а оборот отрасли достигал 179,8 млрд гонк. долл. (в 2009 году — 156,1 млрд гонк. долл., рост — 15,2 %). Строительные работы делятся три группы: строительство зданий (жилых, коммерческих, промышленных, складских и сервисных), строительство других объектов (транспортных, очистных, энергетических, спортивных и предназначенных для отдыха) и строительные услуги (проектирование, декорирование, ремонт и обслуживание объектов). Главными инфраструктурными проектами, финансируемыми властями, являются строительство трёх новых линий метрополитена, скоростной железной дороги Гуанчжоу—Шэньчжэнь—Гонконг, железнодорожной линии между аэропортами Гонконга и Шэньчжэня, моста Гонконг—Чжухай—Макао и третьей взлётно-посадочной полосы Гонконгского международного аэропорта, развитие культурного кластера Вест-Коулун в округе Яучиммон и бывшей буферной зоны между Гонконгом и Шэньчжэнем в районе Локмачхау (округ Юньлон), а также расширение земельных участков, дорожное строительство и прокладка коммуникаций в Чёнкуаньоу (округ Сайкун), Кайтак (округ Куньтхон), Тхюньмунь (округ Тхюньмунь) и Юньлон (округ Юньлон).
Проектирование и создание так называемых «новых городов» явилось важнейшей вехой в области жилищного строительства. Они помогли в последней четверти XX века обеспечить растущее население жильём, несколько разгрузить густонаселённые Гонконг и Коулун, а также дали толчок к развитию Новых Территорий. В первой половине 1970-х годов были построены Чхюньвань (включая Кхуайчхун и Чхинъи), Сатхинь (включая Маоньсань и Тайвай) и Тхюньмунь; во второй половине 1970-х годов началось развитие Тайпоу, Фаньлэн—Сёнсёй и Юньлон; в 1980-х годах настала очередь Чёнкуаньоу (включая Ханхау, Пхолам и Тхиукхенлэн) и Тхиньсёйвай, во второй половине 1990-х годов — Норт-Лантау (включая Тунчхун).
Строительный сектор Гонконга характеризуется небольшим количеством крупных местных подрядчиков, присутствием большого числа зарубежных подрядчиков, существенной долей компаний, которые одновременно являются и разработчиками и застройщиками, а также высокой степенью субподрядных договоров. 97 % строительных компаний Гонконга имеют ежегодный оборот менее 1,3 млн долл. и действуют как субподрядчики крупных застройщиков. Но растёт число и универсальных компаний, способных самостоятельно обеспечить проект от разработки и финансирования до ввода в эксплуатацию и обслуживания. В Гонконге базируются крупные строительные компании Gammon Construction (входит в состав группы Jardine Matheson), Hip Hing Construction (входит в состав группы New World Development), Cheung Kong Infrastructure Holdings (входит в состав группы Cheung Kong Group), China Resources Construction (входит в состав группы China Resources), Hsin Chong Construction Group и Chun Wo Construction & Engineering.
Благодаря масштабным инвестициям властей в инфраструктуру и оживлению сектора жилищного строительства безработица в строительной отрасли Гонконга сократилась с 12,8 % во время пика финансового кризиса до 6 % в 2011 году. Главными внешними рынками для строительных компаний Гонконга являются материковый Китай, страны Юго-Восточной Азии и Ближнего Востока, особенно богатые экспортёры нефти Персидского залива (основными статьями экспорта были управление проектами, проведение строительных работ и техническое консультирование). В 2010 году экспорт строительных услуг Гонконга составил 144 млн долл. (в 2009 году — 138 млн, в 2008 году — 202 млн, в 2007 году — 346 млн), их доля в общем экспорте услуг составила 0,1 % (в 2009 году — 0,2 %, в 2008 году — 0,2 %, в 2007 году — 0,4 %), а изменение по отношению к предыдущему году — плюс 4,1 % (в 2009 году — минус 31,7 %, в 2008 году — минус 41,5 %, в 2007 году — плюс 29,6 %).

### Производство стройматериалов

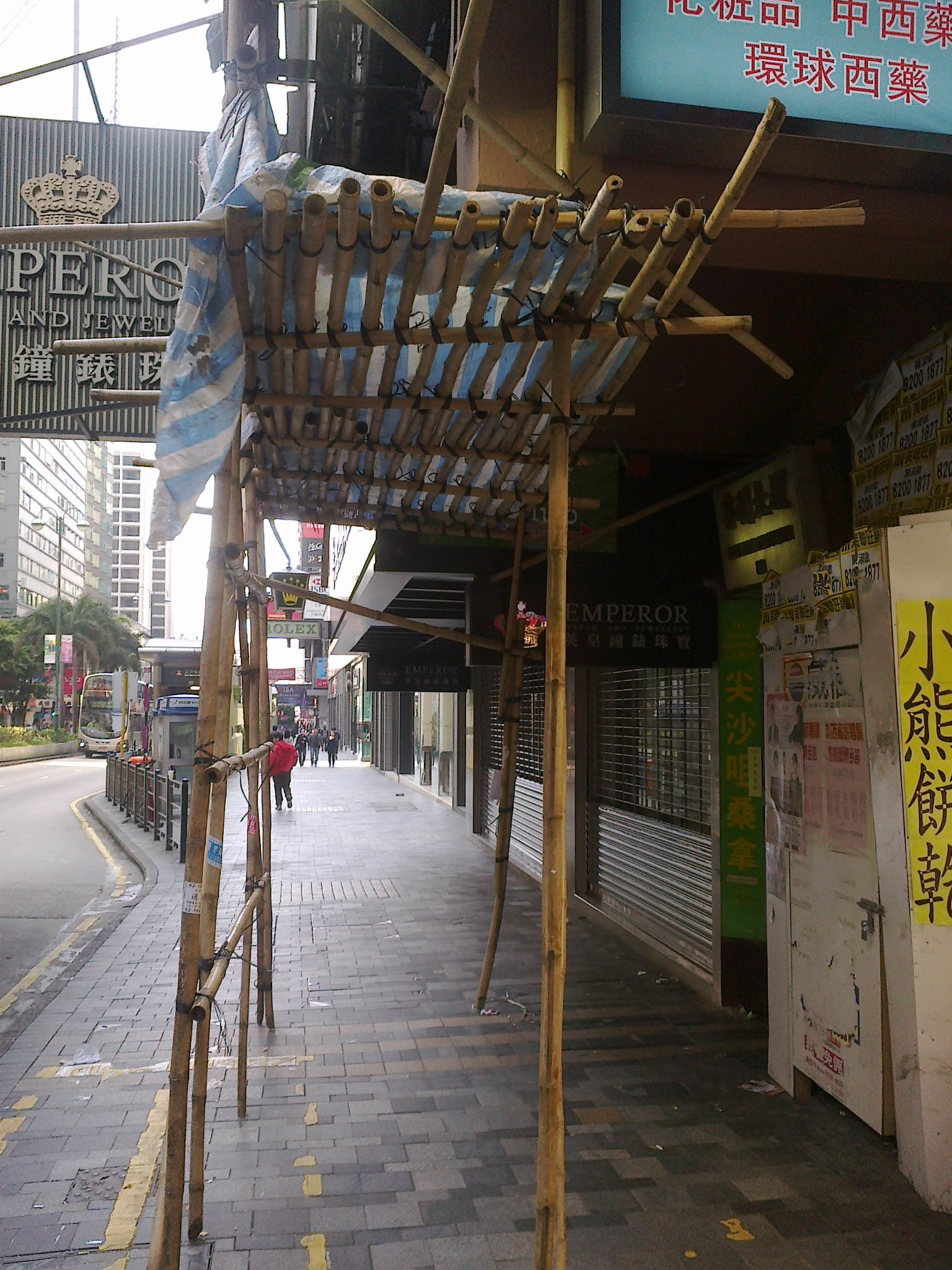
Строительные леса из бамбука на одной из улиц Гонконга

В 2011 году общий экспорт стройматериалов и оборудования составлял 123,3 млн гонк. долл. (в 2010 году он вырос на 31 % по сравнению с предыдущим годом, в 2011 году — на 13 %, за первое полугодие 2012 года — на 3 %). Главными рынками сбыта были Китай (64 %), страны Евросоюза (9 %), США (8 %), страны АСЕАН (6 %) и Япония (5 %). Основными статьями экспорта являлись электроаппаратура, в том числе кондиционеры воздуха, электропроводка, кабели, реле, выключатели и изоляторы (70 %), строительное оборудование, в том числе гвозди, винты, гайки, строительные инструменты, сантехника и замки (14 %), другие стройматериалы, в том числе пластмассовые трубы, краски, обои, керамическая плитка, напольные покрытия, листовое стекло, цемент, известь, мрамор, гравий и песок (11 %), металлические изделия и металлоконструкции, в том числе трубы (4 %) и деревянные материалы для строительства, в том числе древесноволокнистые плиты, двери и оконные рамы (1 %). Промышленность стройматериалов характеризируется значительной зависимостью от импортного сырья и комплектующих.
Примечательно, что в Гонконге, как и в «материковом Китае», до сих пор в качестве строительных лесов активно используется бамбук.

### Пищевая промышленность

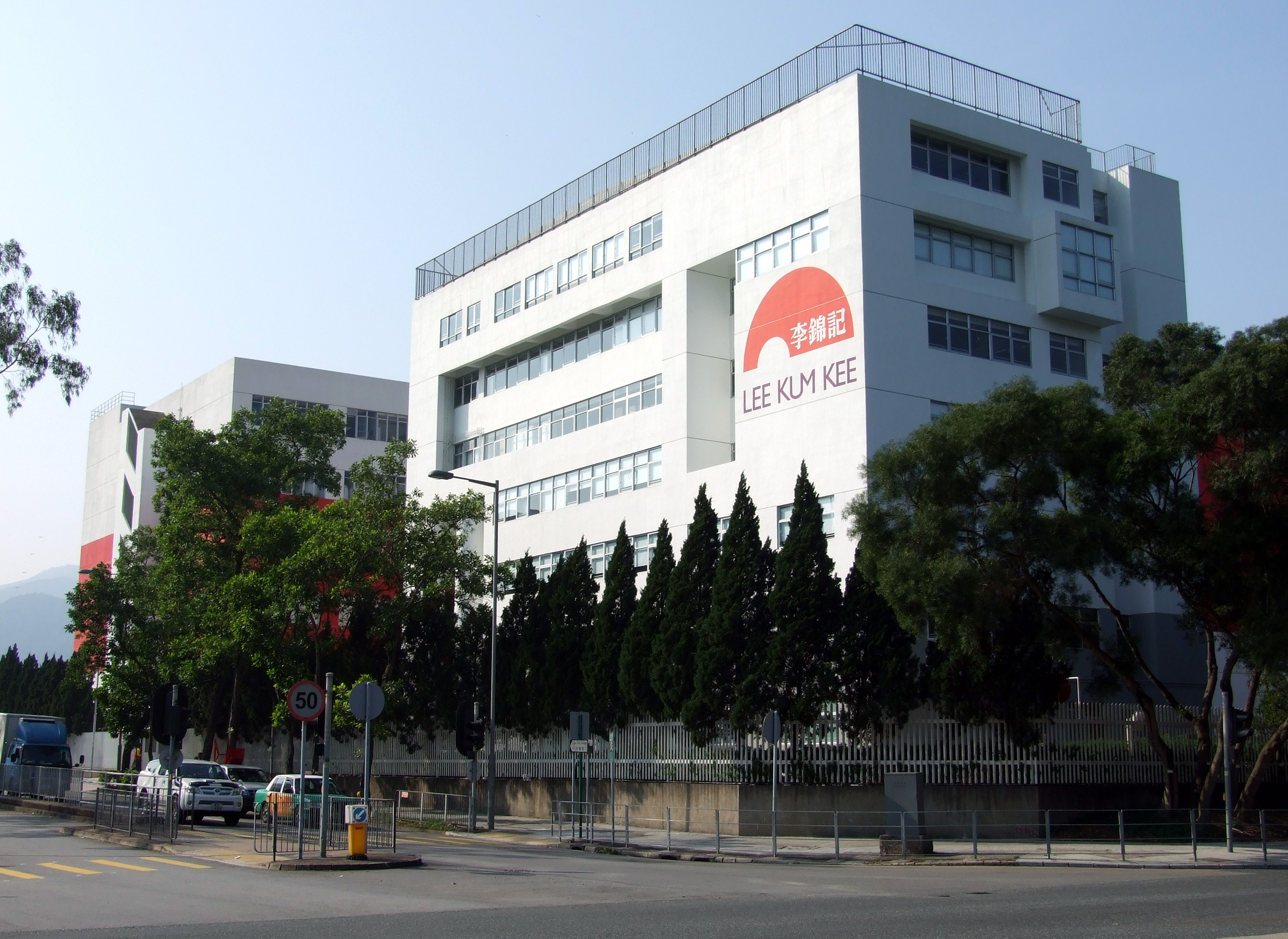
Предприятие компании Lee Kum Kee

По состоянию на весну 2012 года в Гонконге существовало 854 пищевых предприятия, на которых работало 21,8 тыс. человек. В конце 2011 года в Гонконге также базировалось 5160 экспортно-импортных компаний, специализировавшихся на пищевых продуктах и напитках, в которых работало 26,4 тыс. человек. Крупнейшими торговыми компаниями в сфере продуктов являются Dah Chong Hong (входит в состав группы CITIC Pacific), Yu Kee Trading, Four Seas Food Investment, EDO Trading, Kwan Hong Yuen Trading и Sun Shun Fuk.
Для местного потребления в Гонконге производятся лапша, макароны, спагетти, хлебобулочные и кондитерские изделия, консервированные и замороженные морепродукты (в том числе креветки и крабы), рыбные блюда, молочные продукты (в том числе молочные напитки, йогурты, мороженое), приправы, соусы, прохладительные и алкогольные напитки, существует крупная скотобойня (животных доставляют из Китая). Среди известных пищевых компаний Гонконга выделяются производитель соусов Lee Kum Kee International, производитель лапши Nissin Foods, производитель замороженных продуктов, продуктов быстрого приготовления, соусов и приправ Amoy Food (входит в состав японской корпорации Ajinomoto), производитель хлебобулочных и кондитерских изделий The Garden Company.
В Гонконге расположены пивоваренный завод San Miguel Brewery Hong Kong (принадлежит филиппинской корпорации San Miguel), два винных завода, работающих на импортном винограде. Гонконгская торговая компания Jebsen Group импортирует из Южной Кореи пиво под собственным брендом «Blue Girl». Компания A.S. Watson Group (входит в состав группы Hutchison Whampoa) занимается производством и дистрибуцией питьевой воды, напитков и соков, компания Vitasoy International — напитков и соков, в том числе популярного соевого молока, компании Kowloon Dairy и Lark International Dairy — молочных продуктов и напитков.
В 2011 году общий экспорт (включая доминирующий реэкспорт) продуктов и напитков составлял 42,2 млрд гонк. долл. (в 2010 году он вырос на 18 % по сравнению с предыдущим годом, в 2011 году — на 15 %, за первое полугодие 2012 года — на 2 %). Главными рынками сбыта были Китай (33,7 %), Вьетнам (32,3 %), Макао (13,4 %), Тайвань (8,1 %) и США (2,8 %). Основными статьями экспорта являлись замороженное мясо и потроха домашней птицы (16,7 %), вина (10,2 %), замороженные свиные потроха (8,4 %), миндаль (5,3 %), фисташки (5 %), замороженные буйволовые потроха (1,8 %).

### Производство спортивных товаров
Крупнейшими гонконгскими производителями спорттоваров являются компании Yue Yuen Industrial Holdings (входит в состав тайваньской группы Pou Chen Corporation), Neil Pryde, Win Hanverky Holdings, Symphony Holdings, Sino Golf Holdings, Stallion Sports, Super-X и Nikko (среди крупных заказчиков гонконгских компаний значатся Reebok, Nike, Adidas, Puma, Umbro, Timberland, Quiksilver, ASICS, Rockport, Wilson, New Balance и Crocs). Кроме того, по состоянию на конец 2011 года в городе работало более 700 экспортно-импортных компаний, торговавших спортивными товарами, с числом занятых 4,2 тыс. человек. В 2011 году общий экспорт спорттоваров составлял 41,3 млн гонк. долл. (в 2010 году он вырос на 9 % по сравнению с предыдущим годом, в 2011 году — на 3 %, за первое полугодие 2012 года упал на 2 %). Главными рынками сбыта были страны Евросоюза (30,6 %), США (28 %), Япония (10,4 %), Китай (10,2 %) и Канада (3,2 %). Основными статьями экспорта являлись спортивное оборудование и принадлежности, включая ракетки для тенниса и бадминтона, мячи, спортивные сумки, рюкзаки и чехлы, клюшки для гольфа, спасательные жилеты, водные лыжи, доски для серфинга и виндсерфинга, скейтборды, товары для пеших походов, охоты и рыбалки (65,9 %), спортивная одежда (26,4 %) и спортивная обувь (7,6 %).

### Электронная и электротехническая промышленности
Электронная промышленность является крупнейшей экспортной отраслью Гонконга (в 2011 году электроника составляла 55 % всего экспорта товаров). По состоянию на весну 2012 года в секторе работало 411 компаний с числом занятых более 6,3 тыс. человек. В 2011 году общий экспорт электроники составлял 1,85 млрд гонк. долл. (в 2010 году он вырос на 28 % по сравнению с предыдущим годом, в 2011 году — на 9 %, за первое полугодие 2012 года — на 4 %). Главными рынками сбыта были Китай (64 %), страны Евросоюза (8 %), США (6 %), страны АСЕАН (6 %) и Япония (3 %). Основными статьями экспорта являлись электронные комплектующие и компоненты, в том числе для компьютеров, телекоммуникационной, аудио и видео аппаратуры, полупроводники (74 %) и готовые товары, в том числе радиоприёмники, плееры для оптических дисков и цифровые, телевизоры, видеокамеры, ноутбуки, роутеры, мониторы, оптические дисководы, мобильные и радиотелефоны, калькуляторы, электронные словари, USB-флэшки (26 %). Также Гонконг является важным центром торговли электронными комплектующими в Азиатско-Тихоокеанском регионе. Многие изделия из США, Европы, Японии, Южной Кореи и Тайваня реэкспортируются в Китай через Гонконг и наоборот. Многие крупнейшие транснациональные корпорации мира открыли в Гонконге офисы, через которые они занимаются продажей и дистрибуцией своей продукции в Азии.
Электронная и электротехническая промышленность Гонконга сильно зависит от импорта компонентов из Японии, Южной Кореи, Тайваня, материкового Китая и США. Гонконг является крупным экспортёром стационарных и мобильных телефонов, а также другого телекоммуникационного оборудования (в 2010 году он был крупнейшим в мире экспортёром телефонов в денежном выражении). В 2011 году общий экспорт телекоммуникационного оборудования составлял 356,8 млн гонк. долл. (в 2010 году он вырос на 33 % по сравнению с предыдущим годом, в 2011 году — на 21 %, за первое полугодие 2012 года — на 11 %). Главными рынками сбыта гонконгского телекоммуникационного оборудования были Китай (44 %), страны Евросоюза (12 %), США (10 %), страны АСЕАН (6 %) и Индия (5 %). Основными статьями экспорта являлись комплектующие для телекоммуникационного оборудования (47 %), другая передающая и принимающая аппаратура (28 %), телефонные аппараты (24 %), радары и радионавигационная аппаратура (1 %).
Также Гонконг является крупным экспортёром IT оборудования (в 2010 году он был вторым по величине в мире после Китая экспортёром компьютерных комплектующих и аксессуаров в денежном выражении). В 2011 году общий экспорт IT оборудования составлял 379,4 млн гонк. долл. (в 2010 году он вырос на 33 % по сравнению с предыдущим годом, в 2011 году — на 14 %, за первое полугодие 2012 года — на 6 %). Главными рынками сбыта гонконгского IT оборудования были Китай (68 %), страны АСЕАН (8 %), США (6 %), страны Евросоюза (6 %) и Япония (3 %). Основными статьями экспорта являлись компьютерные комплектующие и аксессуары (46 %), компьютеры (33 %) и офисная техника (20 %).
Кроме того, Гонконг является крупным экспортёром аудиовизуального оборудования (в 2010 году он был вторым по величине в мире экспортёром аудио и видеомагнитофонов в денежном выражении, включая плееров для оптических дисков, и третьим по величине в мире экспортёром радиоприёмников и видеокамер в денежном выражении). В 2011 году общий экспорт аудиовизуального оборудования составлял 236,6 млн гонк. долл. (в 2010 году он вырос на 12 % по сравнению с предыдущим годом, в 2011 году сократился на 2 %, за первое полугодие 2012 года вновь вырос на 5 %). Главными рынками сбыта были Китай (50 %), страны Евросоюза (10 %), США (10 %), Япония (8 %) и страны АСЕАН (7 %). Основными статьями экспорта являлись комплектующие и аксессуары для аудиовизуального оборудования, в том числе для звукозаписывающей аппаратуры, радиоприёмников, микрофонов и громкоговорителей (51 %), видео и цифровые камеры (11 %), полупроводники для аудио-визуального оборудования (10 %), аудио и видеомагнитофоны (7 %), телевизоры (5 %), радиоприёмники, включая цифровые и автомобильные (4 %).
В Гонконге базируются крупные электронные и электротехнические компании Johnson Electric, Neo-Neon Holdings, VTech, Sapphire Technology, Zotac, Hightech Information System, Techtronic Industries, Perception Digital, Truly, Group Sense, Venturer, GP, ACL. Среди крупнейших OEM и ODM заказчиков значатся известные японские корпорации Hitachi, Sharp, Toshiba, Sony и Matsushita.

### Производство оборудования для медицины и здравоохранения
В Гонконге разрабатывают и выпускают как профессиональное оборудование для больниц и лабораторий, так и потребительские товары для дома (массажёры, устройства механотерапии, аппараты для измерения давления, ионизаторы помещений). В 2011 году общий экспорт оборудования для медицины и здравоохранения составлял 10,9 млн гонк. долл. (в 2010 году он вырос на 5 % по сравнению с предыдущим годом, в 2011 году — на 9 %, за первое полугодие 2012 года — на 3 %). Главными рынками сбыта были Китай (55,7 %), США (14,3 %), страны Евросоюза (9,4 %), Япония (4,7 %) и страны АСЕАН (2,7 %). Основными статьями экспорта являлись медицинские приборы и инструменты (23,6 %), электродиагностическая аппаратура (19 %), медицинские шприцы и иглы (12,5 %).

### Часовая промышленность
По состоянию на 2010 год Гонконг был крупнейшим в мире импортёром готовых наручных часов и комплектующих к ним, а также вторым по величине экспортёром готовых часов в мире, включая наручные. На весну 2012 года в Гонконге работало 136 часовых фирм с числом занятых почти 1 тыс. человек. В 2011 году общий экспорт продукции часовой промышленности составлял 68,9 млн гонк. долл. (в 2010 году он вырос на 32 % по сравнению с предыдущим годом, в 2011 году — на 20 %, за первое полугодие 2012 года — на 13 %). Главными рынками сбыта были страны Евросоюза (18 %), США (17 %), Швейцария (15 %), Китай (14 %), Япония (8 %), страны АСЕАН (6 %) и Макао (5 %), а главными поставщиками часов и комплектующих — Швейцария, Китай и Япония (только в 2008 году импорт швейцарских часов в Гонконг составил 6,2 млрд долл. США, но значительная их часть была реэкспортирована в другие страны). Основными статьями экспорта являлись готовые наручные часы (69 %), комплектующие к часам (22 %), ремешки и другие аксессуары к наручным часам (6 %) и другие готовые часы (3 %). В Гонконге базируются крупные часовые компании Chung Nam Watch, Peace Mark, China Haidian Holdings, Longitude, Z Laboratory, Coronet и Solar Time.

### Производство игрушек
Гонконг является вторым по величине экспортёром игрушек в мире (включая реэкспорт). В 2011 году общий экспорт игрушек составлял 80,5 млн гонк. долл. (в 2010 году он сократился на 19 % по сравнению с предыдущим годом, в 2011 году вырос на 4 %, за первое полугодие 2012 года вновь упал на 26 %). Главными рынками сбыта были страны Евросоюза (31,9 %), Китай (24,8 %), США (19,8 %), Япония (10,6 %) и страны АСЕАН (2,3 %). Основными статьями экспорта являлись электронные игрушки и игры, в том числе роботы и игрушки на радиоуправлении (41,1 %), традиционные игрушки и куклы, включая кукольные дома и их обстановка, игрушечные фигурки и оружие (34,2 %), видео-игры (14,2 %), модели, конструкторы и колёсные игрушки (6,2 %), праздничные и карнавальные изделия (3,1 %). В Гонконге базируются крупные производители игрушек и моделей Early Light International, Kader, VTech, WowWee, Hot Toys, Dragon Models, Playmates Toys и Manley. Среди крупнейших заказчиков гонконгских производителей игрушек — The Walt Disney Company, Hasbro, Mattel, Warner Bros., Bandai, Takara Tomy и Zapf (в 2007 году 91 % гонконгских производителей игрушек работал по схемам OEM и 68 % — ODM).

### Производство очков
Гонконг является третьим по величине экспортёром очков и оправ в мире после Италии и Китая. Компании Гонконга специализируются на выпуске очков и оправ премиум-класса, работают преимущественно по OEM и ODM-контрактам и производят продукцию на своих предприятиях в Китае (особенно в Шэньчжэне и Дунгуане). В 2011 году общий экспорт очков составлял 15,2 млрд гонк. долл. (в 2010 году он вырос на 21 % по сравнению с предыдущим годом, в 2011 году — на 6 %, за первое полугодие 2012 года сократился на 3 %). Главными рынками сбыта были страны Евросоюза (40,3 %), США (24,1 %), Китай (10,9 %), Австралия (5,1 %) и страны АСЕАН (3,9 %). Основными статьями экспорта являлись оправы, в том числе пластмассовые и металлические (47,5 %), очки, в том числе защитные (35,6 %), комплектующие к оправам (9,3 %), линзы, в том числе контактные (7,7 %). Основными заказчиками гонконгских производителей являются итальянские компании, а крупнейшая итальянская группа Safilo владеет акциями гонконгской фирмы Elegance (другими крупными компаниями Гонконга в сфере производства очков и оправ являются Sun Hing Optical Manufactory, Arts Optical International Holding, Creation Plastic Manufactory и Concept Eyewear Manufacturer).

### Производство домашней утвари
В 2011 году общий экспорт домашней утвари составлял почти 9 млрд гонк. долл. (в 2010 году он вырос на 12 % по сравнению с предыдущим годом, в 2011 году сократился на 5 %, за первое полугодие 2012 года — на 3 %). Главными рынками сбыта были страны Евросоюза (29,5 %), США (28,5 %), Китай (10,1 %), Япония (5,4 %), страны АСЕАН (4,1 %) и Австралия (3,4 %). Основными статьями экспорта являлись пластмассовая утварь, в том числе посуда, горшки, вёдра, тазы, корзины и ванные принадлежности (43,6 %), металлическая кухонная утварь, в том числе кастрюли, сковородки, пароварки, подносы и столовые приборы (39,6 %), стеклянная утварь (6,8 %), другая утварь (4,8 %), керамическая утварь (3,5 %), неэлектрические кухонные приборы (1,6 %).

### Полиграфическая промышленность
Гонконг является одним из ведущих полиграфических центров мира, где, благодаря свободе слова и предпринимательства, печатается множество местных и международных газет и журналов, а также учебников, справочников, художественных, документальных и религиозных книг. Полиграфический сектор является одной из главных промышленных отраслей Гонконга, он выполняет заказы издательских, рекламных, пищевых, косметических и торговых компаний города. С середины 1990-х годов в полиграфическом секторе наблюдался существенный спад, вызванный перемещением производственных мощностей в материковый Китай, уменьшением популярности печатных изданий и всесторонней экспансией интернета.
Близость огромного китайского рынка привлекла в Гонконг множество международных издательских и информационных корпораций, а также способствовала тому, что в городе печатаются такие авторитетные издания, как Financial Times (азиатский выпуск), The Economist, International Herald Tribune, The Wall Street Journal (азиатский выпуск) и другие. В 2011 году экспорт печатной продукции составил почти 18,8 млрд гонк. долл. (в 2010 году он вырос на 12 % по сравнению с предыдущим годом, в 2011 году — на 1 %, а за первое полугодие 2012 года упал на 7 %). Главными рынками сбыта гонконгской полиграфической продукции были страны Евросоюза (27,8 %), США (26,9 %), Китай (10,8 %), страны АСЕАН (8,8 %), Австралия (5,1 %) и Япония (4,3 %). Основными статьями экспорта были книги и брошюры (54,3 %), бумажные и картонные этикетки и стикеры (20,1 %), детские комиксы, альбомы и книжки-разрисовки (7,6 %), открытки и игральные карты (5,1 %).
Около 60—70 % экспорта приходится на заказы, полученные из-за рубежа от международных издательских компаний. Эти заказы, в основном, достаются или крупных гонконгским печатникам, или опытным посредникам, которые распределяют их среди средних и мелких фирм. Крупнейшие полиграфические компании Гонконга перенесли свои предприятия в материковый Китай, оставив в городе лишь сбытовые и дизайнерские подразделения.

### Промышленность канцелярских товаров
Гонконгские производители канцтоваров работают как по заказам зарубежных клиентов, так и экспортируют продукцию под собственными брендами. В 2011 году общий экспорт канцтоваров составил более 9 млрд гонк. долл. (в 2010 году он вырос на 23 % по сравнению с предыдущим годом, в 2011 году — на 4 %, а за первые восемь месяцев 2012 года упал на 6 %). Главными рынками сбыта являются материковый Китай (более 40 %), США (более 15 %), страны Евросоюза (около 14 %) и Япония (более 6 %). Основными статьями экспорта были клеи и клейкие ленты (30,7 %), ручки, фломастеры и маркеры (12,8 %), регистрационные и бухгалтерские книги (10,7 %), бумажные и картонные пакеты, сумки и мешки, в том числе для торговых сетей (7,7 %), бумажные канцтовары, в том числе подарочные коробки и конверты (7,2 %), пластиковые канцтовары для офиса и школы (6,8 %), чернила и краски (3,7 %), а также кнопки и скрепки, аксессуары для компьютеров и телефонов, карандаши и мелки, ножи для писем. Некоторые крупные гонконгские производители канцтоваров (например, Climax International) самостоятельно выходят на розничный рынок Китая и Юго-Восточной Азии. На внутреннем рынке Гонконга в верхнем ценовом сегменте доминируют канцтовары из Японии, а в нижнем — импорт из Китая.

### Производство подарков и сувениров
В 2011 году общий экспорт подарков составил более 177,8 млн гонк. долл. (в 2010 году он вырос на 17 % по сравнению с предыдущим годом, в 2011 году — на 14 %, за первые восемь месяцев 2012 года — на 11 %). Главными рынками сбыта являются США (26,6 %), страны Евросоюза (25,5 %), Япония (7,9 %), материковый Китай (7,8 %) и страны АСЕАН (4,6 %). Основными статьями экспорта были ювелирные украшения (25,5 %), наручные часы на батарейках из недрагоценных металлов (20,2 %), игрушки и куклы, в том числе фарфоровые (18,5 %), оправы для оптических товаров (7 %), кошельки (4,2 %), металлическая бижутерия (4 %), наручные часы на батарейках из драгоценных металлов (2,7 %) и механические наручные часы из драгоценных металлов (1,8 %), а также рамки для фотографий, коробки для украшений и часов, искусственные цветы, подарочные свечи и мыло, запонки, подарочные ручки, футболки и бейсболки, цепочки и брелоки для ключей.

## Сельское хозяйство и рыболовство

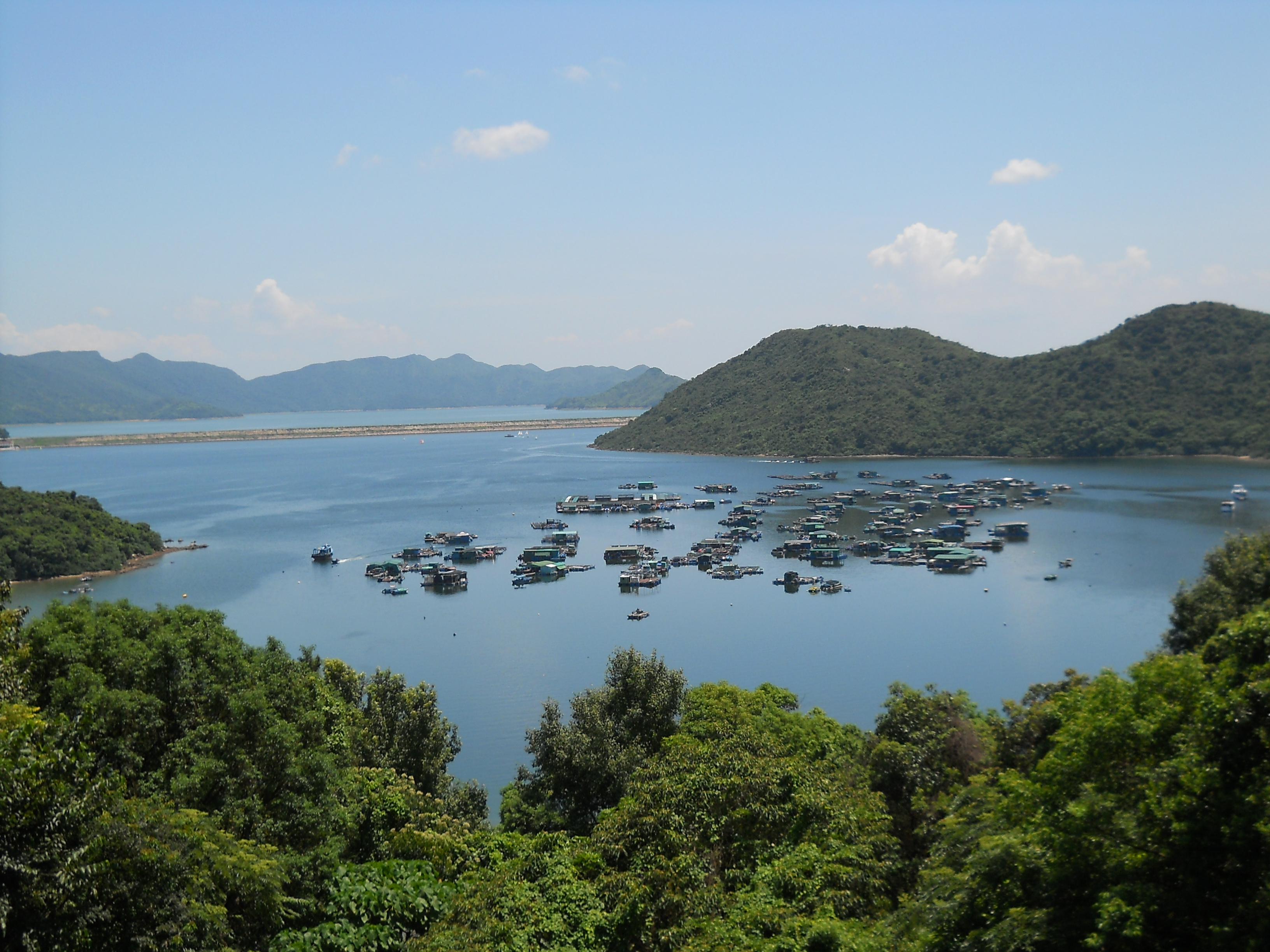
Выращивание морепродуктов в Гонконге

В конце 1980-х годов в сельском хозяйстве было занято около 4 % работающих. Основными отраслями агробизнеса были возделывание овощей и риса, садоводство и цветоводство, выращивание домашней птицы и свиней, рыболовство и разведение морепродуктов. В сельском хозяйстве доминируют приусадебные хозяйства и небольшие оранжереи, в рыболовстве преобладают небольшие артели, базирующиеся в рыбацких деревушках.
Из около 1000 км² площади Гонконга 5 % занимают сельскохозяйственные угодья, в том числе 3,2 % — пахотная земля, постоянные культуры выращиваются на 0,9 % территории, пастбища занимают 0,9 %. Орошение проводится на 10 км².

## Здравоохранение, медицинские услуги и индустрия красоты
В 2011 году в Гонконге насчитывалось 12,8 тыс. докторов, 41,3 тыс. медсестёр, 6,4 тыс. врачей китайской традиционной медицины, 4,6 тыс. акушеров, 2,9 тыс. работников медицинских лабораторий, 2,3 тыс. физиотерапевтов, 2,2 тыс. дантистов, 2 тыс. фармацевтов, 2 тыс. оптиков.

## Наука и образование
В 2009 году расходы на научно-исследовательские работы составили 12,8 млрд гонк. долл. (0,79 % ВВП), в 2010 году — 13,3 млрд гонк. долл. (0,76 % ВВП). Крупнейшими научно-исследовательскими кластерами являются Гонконгский научный парк в округе Тайпоу и Киберпорт в Южном округе. В Гонконгском научном парке базируются Центр поддержки технологий солнечной энергетики, штаб-квартира и исследовательский центр американской корпорации DuPont Apollo (солнечная энергетика), международные штаб-квартиры и исследовательские центры китайских высокотехнологических компаний Trony Solar Holdings (солнечная энергетика) и BYD Company (электромобили и аккумуляторы).

## Средства массовой информации
В Гонконге базируются крупные медиагруппы TOM Group (интернет-сайты, телеканалы, реклама, журналы, книги, полиграфические предприятия), Sing Tao News (газеты, журналы, книги и интернет-сайты), Next Media (газеты, журналы, интернет-сайты, полиграфические предприятия), SCMP Group (газеты, журналы и интернет-сайты), Ming Pao Group (газеты и интернет-сайты), New Media Group (журналы, книги, интернет-сайты). Среди телерадиокомпаний выделяются Television Broadcasts, Asia Television, Phoenix Television, Cable TV Hong Kong, STAR TV, PCCW, RTHK.

## Иностранный капитал
В 2011 году Гонконг привлёк прямых иностранных инвестиций на сумму более 83 млрд долл. (на 17 % больше, чем в предыдущем году), уступив в мире лишь США, Китаю и Бельгии. В то же время Гонконг и сам инвестировал 81,6 млрд долл., уступив в Азии только Японии. В 2010 году основными источниками поступления инвестиций были Китай (36,7 %), Британские Виргинские острова (32,5 %), Нидерланды (7,1 %), Бермудские острова (6,5 %), США (3,6 %) и Япония (2,2 %). Главными сферами приложения иностранного капитала были финансовый сектор, недвижимость, бизнес-услуги, импортно-экспортные операции, оптовая и розничная торговля.
Гонконг является популярным деловым центром для размещения международными корпорациями своих региональных штаб-квартир и представительств, особенно для управления активами в Азиатско-Тихоокеанском регионе и материковом Китае (81 % офисов транснациональных корпораций отвечал за бизнес материнской структуры в КНР, подтверждая статус Гонконга как «ворот в Поднебесную»). В середине 2011 года в Гонконге размещалось 3752 региональных штаб-квартир и офисов, открытых иностранными корпорациями (на 3,1 % больше по сравнению с предыдущим годом). 22 % этих корпораций базировались в США, 17 % — в Японии, 9 % — в Великобритании, 7 % — в материковом Китае. 50 % гонконгских офисов иностранных корпораций работали в сфере экспортно-импортных операций, оптовой и розничной торговли, 19 % — в сфере бизнес- и образовательных услуг, 11 % — в сфере финансовых услуг, 8 % — в сфере транспортных, складских и курьерских услуг.

### Китайские инвестиции
В конце 1980-х годов китайские инвестиции в Гонконге достигли 4 млрд долл., Китай владел в колонии более 200 фирмами и предприятиями, в том числе универмагами, торговыми и офисными центрами, текстильными фабриками, банками, а также контролировал до 40 % финансового рынка. От торговли, инвестиций, денежных переводов, туризма и других коммерческих операций в Гонконге Китай ежегодно получал около 7 млрд долл. прибыли.
На конец 2010 года совокупные прямые инвестиции Китая в Гонконг составляли 401 млрд долл. Крупнейшими китайскими банками, работающими в Гонконге, являются Bank of China, Industrial and Commercial Bank of China, Agricultural Bank of China, China Construction Bank, Shenzhen Development Bank, China Everbright Bank, CITIC Bank International, China Merchants Bank и Bank of Beijing. Среди крупнейших китайских страховых компаний, представленных в Гонконге — Bank of China Group Insurance, China Life Insurance, Ping An Insurance, PICC Property and Casualty Company и China Pacific Insurance.

### Японские инвестиции
Японские инвестиции в Гонконге сосредоточены в сфере финансов, экспортно-импортных операций, недвижимости, розничной торговли и пищевой промышленности. Свои промышленные активы в Гонконге имеют производитель лапши Nissin Foods и производитель замороженных продуктов, продуктов быстрого приготовления, соусов и приправ Ajinomoto (через дочернюю компанию Amoy Food), здесь широко представлены торговая сеть JUSCO, сети ресторанов Yoshinoya, Ajisen Ramen и Genki Sushi

## Комментарии
1. ↑  Если не оговорено иное, то все цифры даны в долларах США
2. ↑  Если не оговорено иное, то данные приведены за финансовый год, который начинается 1 апреля и заканчивается 31 марта следующего года